# Đường Thái Tông
Đường Thái Tông (chữ Hán: 唐太宗, 28 tháng 1 năm 598 – 10 tháng 7 năm 649), tên thật Lý Thế Dân (李世民), là vị Hoàng đế thứ hai của triều đại nhà Đường trong lịch sử Trung Quốc, ông trị vì từ năm 626 đến năm 649 với niên hiệu duy nhất là Trinh Quán (貞觀).
Năm 617, Lý Thế Dân khuyên cha là Lý Uyên nên khởi binh phản Nhà Tuỳ, lại có công đánh dẹp các thế lực phong kiến khác, lập nên cơ nghiệp nhà Đường nên ông thường được xem như một Khai quốc Hoàng đế đồng sáng lập Nhà Đường với Đường Cao Tổ. Ông là một vị Hoàng đế tài ba, người đã thiết lập sự cường thịnh của Đại Đường. Việc lên ngôi của ông rất nổi tiếng qua Sự biến Huyền Vũ môn, ông đã giết chết hai người anh em của mình là Lý Kiến Thành và Lý Nguyên Cát tại Huyền Vũ môn, thành Trường An. Đường Cao Tổ lập Thế Dân làm Hoàng thái tử, hai tháng sau thì nhường ngôi cho con còn mình thì làm Thái thượng hoàng.
Thường được xem như là một trong những Hoàng đế vĩ đại nhất trong các bậc đế vương của lịch sử Trung Quốc, Nhà Đường dưới thời Thái Tông phát triển về kinh tế và hùng mạnh về quân sự, trở thành đất nước rộng lớn nhất và hùng mạnh nhất trên thế giới thời bấy giờ. Nhà Đường thời Lý Thế Dân đã mở rộng đến hầu hết lãnh thổ Trung Quốc ngày nay, một phần Việt Nam và một phần lớn Trung Á, kéo dài đến phía đông Kazakhstan.
Triều đại của ông, thường gọi là Trinh Quán chi trị (貞觀之治), được xem như biểu mẫu để so sánh với tất cả các triều đại sau và các quân chủ đời sau đều bắt buộc phải học tập, cũng như đối với các nước đồng văn như Việt Nam, Nhật Bản. Trong 23 năm Thái Tông tại vị, quốc chính trong sạch, kinh tế phồn vinh, xã hội an định, võ công hưng thịnh. Văn hóa nghệ thuật, thi từ ca phú cũng cực kỳ nở rộ, tạo ra không khí sôi nổi chưa từng có, còn ảnh hưởng lan sang các nước đến chầu, là quốc gia hưng thịnh giàu mạnh nhất trên thế giới lúc bấy giờ. Thành quả mà triều đại của Thái Tông đạt được đã đặt nền móng vững chắc cho thời kỳ cháu cố ông sau này là Đường Huyền Tông trở thành thời đại hoàng kim nhất trong lịch sử phong kiến Trung Quốc, sử gọi là Khai Nguyên thịnh thế. Một thế kỷ sau khi Đường Thái Tông mất, Nhà Đường vẫn được hưởng hòa bình và thịnh vượng. Đến nay, rất nhiều con phố người Hoa ở các nước trên thế giới được gọi là “phố Đường Nhân”, thành tích thái bình thịnh trị thời Trinh Quán mãi được hậu thế truyền tụng.

## Thân thế
Đường Thái Tông tên thật là Lý Thế Dân (李世民), sinh ngày 16 tháng 12 năm Đinh Tỵ (598) là con trai thứ hai của Đường Cao Tổ Lý Uyên, khi ấy giữ tước vị là Đường quốc công, vị Hoàng đế khai quốc Nhà Đường. Họ Lý của ông khi ấy vốn có thông hôn cùng người Tiên Ti. Mẹ ông là Thái Mục Hoàng hậu Đậu thị, con gái của Đậu Nghị (窦毅) với Tương Dương Trưởng Công chúa (襄阳长公主), con gái của Bắc Chu Văn Đế Vũ Văn Thái. Tên của ông có nghĩa là Tế thế an dân. Đậu Hoàng hậu sinh được 4 trai và 1 gái, theo thứ tự lớn nhất thì: Lý Kiến Thành, Bình Dương Chiêu công chúa, Lý Thế Dân, Lý Nguyên Bá (李玄霸) và Lý Nguyên Cát.
Lý Thế Dân từ thuở nhỏ đã hiển lộ tài hoa, rất giỏi võ nghệ, có tài cầm quân, sử dụng binh pháp, lại rất can đảm, không nề những việc nguy hiểm nhất, khi tấn công thì như vũ bão. Khi mới 18 tuổi, ông đã nắm binh quyền trong tay, thu phục được nhiều tướng tài, tận tâm như Lý Tĩnh, Uất Trì Kính Đức, Tần Thúc Bảo. Một quan chức Nhà Tùy là Cao Sĩ Liêm (高士廉) đã gả cháu gái mình là Trưởng Tôn thị cho ông, khi đó ông 14 tuổi còn bà mới 12. Ông còn có năng khiếu về nghệ thuật, đặc biệt về thư pháp và đánh đàn, thư pháp của ông luôn học tập theo Vương Hi Chi.
Năm 615, Tùy Dạng Đế bị quân Đột Quyết vây ở Nhạn Môn Quan, nhà vua hạ chiếu cần vương, kêu gọi quân mã các trấn đến cứu giá. Lý Thế Dân cũng tham gia và đã hiển lộ tài cầm quân xuất chúng khi đánh lui một nhánh quân Đột Quyết.
Năm 616, ông theo cha đến trấn thủ Thái Nguyên, bắt đầu xây dựng lực lượng của mình và đã chiêu mộ được các nhân tài như Phòng Huyền Linh, Đỗ Như Hối, Hầu Quân Tập, Trưởng Tôn Vô Kỵ.

## Thống nhất Trung Quốc

### Chống Nhà Tùy và thành lập Nhà Đường
Tùy Dạng Đế nhanh chóng bất mãn với Lý Uyên và Vương Nhân Cung, thái thú Mã Ấp (Sơn Tây) vì sự bất lực khi chống lại các cuộc xâm nhập của Đông Đột Quyết và các cuộc khởi nghĩa nông dân đang lớn mạnh. Trong đó có khởi nghĩa của Lưu Vũ Chu, đã nổi dậy và giết Vương Nhân Cung rồi chiếm lấy cung điện của Dạng Đế ở Thái Nguyên. Tùy Dạng Đế còn sợ hãi hơn khi có lời sấm rằng triều đại mới sắp xuất hiện, họ Lý sẽ thay họ Dương. Vì điều này Dạng Đế đã cho giết tướng quân Lý Hồn và cả họ vì cháu Lý Hồn là Lý Mẫn vốn là thân thuộc với nhà vua.
Lý Thế Dân là người động viên cha đứng lên khởi nghĩa chống lại nhà Tùy tại Thái Nguyên năm 617. Lý Uyên cũng có ý định nổi dậy chống Tùy, nhưng không biết rằng Thế Dân cũng có mưu đồ tương tự, Thế Dân đã mật mưu bàn với 2 thủ hạ của cha là Bùi Tịch và Lưu Văn Tĩnh. Thời cơ chín muồi, Thế Dân cho Bùi Tịch nói cho cha biết rằng nếu việc Lý Uyên thông dâm với phi tần của Dạng Đế ở Tấn Dương cung bị phát hiện, cả họ Lý sẽ bị giết. Lý Uyên đồng ý khởi binh, bí mật cho triệu hồi Lý Kiến Thành và Lý Nguyên Cát từ Hà Đông đến Thái Nguyên và con rể là Sài Thiệu từ Trường An. Lý Uyên sau đó tuyên bố ủng hộ cháu nội của Dạng Đế là Dương Hựu đang ở Trường An làm hoàng đế. Lý Uyên cho hai con trai lớn làm tướng rồi đem quân xuôi nam, trên đường đã đánh bại 3 vạn quân Tùy ở Dương Định.
Khi quân họ Lý đến Hoắc Ấp, Hà Đông thì bị kẹt lại vì thời tiết và vì hết lương. Lý Uyên ban đầu muốn rút quân, nhưng bị Lý Kiến Thành và Lý Thế Dân phản đối. Hoắc Ấp vốn được danh tướng nhà Tùy là Tống Lão Sinh trấn thủ, dưới trướng có 3 vạn tinh binh, lại ỷ vào thành cao hào sâu không chịu ra đánh, muốn quân họ Lý cạn lương rồi mới phá. Lý Uyên dùng mẹo, sai hai con trai đem kỵ binh đến trước thành dụ Tống Lão Sinh ra đánh. Tống Lão Sinh mắc mưu, cho là Lý Uyên hết lương nên đánh liều, liền đem quân ra ngoài giao chiến. Quân họ Lý ban đầu bị áp đảo, phải giả vờ bỏ chạy để quân Tùy đuổi theo. Sau đó Lý Uyên tung quân chủ lực đánh vào hai cánh của quân Tùy. Tống Lão Sinh muốn rút lui thì bị Lý Kiến Thành và Lý Thế Dân dẫn kỵ binh chặn lại cắt mất đường lui. Lý Uyên lại cho một nhánh quân đến Hoắc Ấp phao tin Tống Lão Sinh đã chết. Quân Tùy nghe thế liền đầu hàng, Tống Lão Sinh thấy mất thành bèn tự sát.
Khi phá được Hoắc Ấp, Lý Uyên tiến quân vào Quan Trung, chiếm lấy kinh đô Trường An, tôn Dương Hựu làm hoàng đế, Dạng Đế làm Thái thượng hoàng. Việc Lý Uyên chiếm Trường An đã gây lên sự phản đối từ một thủ lĩnh khởi nghĩa khác là Tiết Cử, kẻ đã sai con trai là Tiết Nhân Cảo đem quân đánh Trường An. Lý Uyên cử Lý Thế Dân đi đánh, chỉ một trận là phá được Tiết Nhân Cảo. Điều này làm Tiết Cử do dự muốn đầu hàng Lý Uyên, nhưng đã bị các mưu sĩ phản đối. Khi nghe tin đông đô nhà Tùy là Lạc Dương bị Ngụy Công Lý Mật tấn công, Lý Uyên đã sai Lý Kiến Thành và Lý Thế Dân, trên danh nghĩa là mang quân đi cứu viện, thực chất là thăm dò xem quan viên Lạc Dương có thần phục mình hay không. Các quan viên Lạc Dương từ chối sự tiếp viện của Lý Uyên, trong khi đó Lý Kiến Thành và Lý Thế Dân đều không muốn giao chiến giành quyền kiểm soát Lạc Dương hay giao chiến với Lý Mật tại thời điểm đó nên đã lui quân.
Một năm sau, khi nghe tin Dạng Đế bị Vũ Văn Hóa Cập hại chết, Lý Uyên ép Dương Hựu nhường ngôi, lật đổ nhà Tùy lập ra Nhà Đường, phong cho con trưởng Lý Kiến Thành làm thái tử, Lý Thế Dân làm Tần Vương kiêm Thượng thư lệnh, tiếp tục coi việc quân. Lý Thế Dân là người chỉ huy quân đội đi thu phục hầu hết các vùng đất quan trọng bị chia rẽ sau khi thành lập Nhà Đường, từ các đối thủ bao gồm: Tần Vương Tiết Nhân Cảo, Định Dương Khả hãn Lưu Vũ Chu, Trịnh Vương Vương Thế Sung và Hạ Vương Đậu Kiến Đức. Với sự dẫn dắt của Nhà Đường nói chung và tài mưu trí thao lược của Lý Thế Dân nói riêng nên Trung Quốc đã dần thống nhất sau khi nhà Tùy sụp đổ.

### Bình định phía Tây
Trong những năm 618 - 620, Lý Thế Dân bình phục được hết miền Tây Bắc Trung Hoa, thắng một trận lớn ở Sơn Tây.
Tháng 4 năm 619, Đột Quyết xúi giục Lưu Vũ Chu đánh Đường, tiến công Tiên Thứ (nay là Tiên Thứ thuộc tỉnh Sơn Tây), tập trung đánh Thái Nguyên. Quân Đường phải tăng viện mấy lần mà vẫn bị đại bại. Trấn giữ Thái Nguyên là Lý Nguyên Cát trong đêm dẫn bầu đoàn thê tử tháo chạy đến Trường An. Lưu Vũ Chu men theo phía nam Phần Thủy, Phổ Châu (Châu Trị nay thuộc Lâm Phần, Sơn Tây) tiến quân, hầu như không thành nào không phá. Tháng 10 lại qua Phổ Châu, Cối Châu (nay là Dực thành ở Sơn Tây). Cùng thời gian đó, một nông dân người Hạ Huyện tên là Lữ Sùng Mậu vì phản đối quân Tùy thực hiện vườn không nhà trống nên đã tập hợp quân khởi nghĩa cùng hưởng ứng với Lưu Vũ Chu. Vương Hành Bản trước cũng là Tùy tướng đang ở Bạc Bản cũng nhân cơ hội câu kết với Lưu Vũ Chu. Vì thế thành Hà Đông của Nhà Đường trong phút chốc đã bị thất thủ.
Được tin Thái Nguyên thất thủ, Lý Uyên vô cùng kinh hãi: "Cường binh Phổ Dương có tới hàng vạn, lương thảo có thể dùng cả 10 năm, một nơi hưng thịnh như vậy mà phải mất vào tay bọn chúng". Quan Trung bị đe dọa, lòng người hoang mang nhụt mất chí phòng thủ. Lý Uyên thấy khó lòng mà chống cự, đành phải "hy sinh phía đông Hoàng Hà, thận trọng gìn giữ Quan Trung".
Lý Thế Dân thì lại không chịu buông xuôi mà cho rằng chỉ cần nỗ lực giành giật lại Hà Đông để tranh thủ tình hình có lợi ban đầu là có thể giữ được, hăng hái xung phong dẫn 3 vạn tinh binh đi bắt Lưu Vũ Chu, chiếm lại thành đã mất.
Lý Thế Dân quyết lợi dụng khoảng thời gian tháng 11 năm nay sông Hoàng Hà đóng băng, dẫn quân vượt qua sông đến đóng quân tại Bách Bích (nay là phía tây nam Tân Triết, tỉnh Sơn Tây) - nơi có thể trông thấy thuộc hạ của Lưu Vũ Chu là Tống Kim Cương. Tống Kim Cương vốn là thủ lĩnh một đội nghĩa quân hơn vạn người ở Dị Châu (nay là Dị Huyện, Hà Bắc) vừa bị Đậu Kiến Đức đánh bại nay quy hàng theo Lưu Vũ Chu, trở thành em rể của Lưu Vũ Chu.
Lý Thế Dân hiểu rằng đối với một kẻ thù hung mãnh như vậy, chỉ có thể bằng cách tranh thủ lúc có thời cơ thuận lợi mới có thể tiêu diệt; khinh suất manh động thì chỉ có thể bại. Vì vậy, sau khi định quân ở Bách Bích, chỉ cho bộ phận nhỏ binh mã ra quấy nhiễu, còn quân chủ lực kiên quyết không ra đánh, nằm im chờ cơ hội. Tống Kim Cương ra sức công thành nhưng Lý Thế Dân vẫn nằm im bất động, chỉ dùng cung bắn tên để đuổi lui quân địch.
Tháng 12, Lý Thế Dân cho một đội quân dùng chiến thuật "địch tiến ta lùi, địch lùi ta tiến" liên tục gặp thuận lợi và giành thắng lợi liên tiếp. Tướng lĩnh Nhà Đường sốt ruột, thi nhau thỉnh chiến. Lý Thế Dân lại nhận thấy thời cơ chưa đến nên bỏ ngoài tai tất cả và ra nghiêm lệnh nằm im tịnh thủ Bách Bích.
Mãi tới tháng 4 năm sau, Tống Kim Cương mặc dù có tinh binh mãnh tướng nhưng rồi nhuệ khí cũng giảm. Lương thực dự trữ trong kho đã hết, hiện hoàn toàn duy trì bằng cách đi cướp bóc, lại thấy Lý Thế Dân cố thủ không chịu đánh, không có cách nào giành thắng lợi sớm nên đành cho bọn Tầm Tương đi sau yểm trợ để tản về phía bắc. Khi đó Lý Thế Dân mới chụp lấy cơ hội phá cổng thành, quyết đánh không tha.
Lý Thế Dân đuổi kịp và đại phá quân Tầm Tương tại Lữ Châu (nay là Hoắc Huyện, tỉnh Sơn Tây). Sau đó không một phút chậm trễ, tiếp tục đuổi theo, một ngày đêm hành quân hơn 200 dặm, đánh hơn 10 trận lớn nhỏ. Đuổi đến Cao Bích Lĩnh (nay thuộc phía nam Linh Thạch, tỉnh Sơn Tây) thì quân Lý Thế Dân cũng hết lương thảo, sĩ tốt cũng mệt mỏi nhiều. Lưu Hoằng Cơ vội kéo dây cương ngựa của Lý Thế Dân nói rằng: "Quân sĩ đói mệt, cho dù thế nào cũng phải chờ lương thảo tới. Đợi quân sĩ no bụng có đủ dũng khí rồi đuổi tiếp cũng chưa muộn mà!". Nhưng Lý Thế Dân bảo: "Tống Kim Cương cùng đường tháo chạy, quân lính đang phân tâm. Nếu chờ lương thảo tới, một khi cơ hội đã mất đi thì khi đó có hối cũng muộn rồi!". Nói rồi lại giục ngựa đuổi theo, đuổi đến Tước Thử Cốc (nay là Hiệp Cốc ở phía tây nam Giới Tức, tỉnh Sơn Tây), trong một ngày giao đấu với Tống quân 8 hiệp, bắt giết hơn vạn người, Tống Kim Cương lại tiếp tục tháo chạy.
Tướng sĩ cũng đang rất đói lại phải nhanh chóng tiến quân về phía bắc. Tống Kim Cương trong tay chỉ còn hơn vạn binh sĩ, vừa mới đến thành Giới Hưu, không thể ngờ rằng Lý Thế Dân đã đuổi đến nơi nên vừa lâm trận đã bị đánh bại bỏ lại binh mã tháo chạy về phía bắc.
Lý Thế Dân đang tìm cách chiêu hàng thuộc hạ của Tống Kim Cương là Uất Trì Cung và Tầm Tương thì có người vào báo: Lưu Vũ Chu ở Tịnh Châu (tức Thái Nguyên), thấy Tống Kim Cương bị thất bại hoàn toàn sợ Lý Thế Dân đuổi đến nên đã tháo chạy về phía bắc. Nghe tin, Lý Thế Dân vội vã dẫn kỵ binh ngày đêm bắc tiến. Lưu Vũ Chu, Tống Kim Cương quả thật bị sợ hãi vô cùng chỉ biết đem hơn 100 kỵ binh nhằm hướng Đột Quyết mà đi, về sau bị bỏ mạng ở Đột Quyết.
Vùng Hà Đông lại quay về với Lý Đường, một lần nữa thế tranh hùng hướng Đông của Nhà Đường lại xuất hiện.

### Bình định phía Đông
Hai năm 620 - 622, Thế Dân chuyển quân qua phía Đông, đánh Trịnh Vương là Vương Thế Sung ở Lạc Dương (Đông Kinh), để tiến tới Sơn Đông.
Tháng 7 năm 620, Lý Thế Dân thống lãnh 7 đạo quân, 25 đại tướng và hơn 10 vạn binh mã tiến đánh Lạc Dương với mục đích tiêu diệt thành Lạc Dương của Vương Thế Sung. Đến tháng 9 đã quét sạch được cứ điểm ngoại vi, vây khốn Lạc Dương.
Lý Thế Dân muốn đánh nhanh hạ gục thành nhưng không ngờ Vương Thế Sung dựa vào thế thành cao hào sâu cố thủ, dằng dai mãi đến đầu năm sau mà thế cục chẳng mấy sáng sủa. Vương Thế Sung bị vây trong thành mấy tháng, quân dân đều đói, sai người cầu cứu với Hạ vương là Đậu Kiến Đức.
Khi hay tin, Đậu đem 30 vạn quân tới cứu Lạc Dương. Đậu Kiến Đức muốn duy trì thế chân vạc giữa ba nước, sợ nếu Vương Thế Sung thất thủ thì lực lượng của Nhà Đường càng lớn mạnh, đến lúc đó thì vận mệnh của mình khó tránh hiểm nguy nên vội vã dấy binh ngày đêm đi cứu viện.
Các tướng của Thế Dân ngại không chống nổi cả hai mặt, muốn rút quân vây Lạc Dương nhưng Thế Dân cương quyết không nghe. Ông cho rằng: Đậu Kiến Đức đích thân dẫn quân đến tăng viện, thế đang mạnh. Nếu sợ hãi rút lui để cho Đậu - Vương hợp sức với nhau thì càng nguy. Vương Thế Sung đơn độc cố thủ giữ thành, quân tàn, lương thực hết, không khó khăn gì có thể kiềm chế được. Quân Đậu Kiến Đức vừa chiến thắng, quân sĩ đang trong lúc tự mãn sinh lười biếng. Nếu quân đội của ta dám nghênh đón trước, giữ lấy cửa Hổ Lao thì có thể chẹt được yết hầu quân Đậu Kiến Đức. Nếu sợ hãi lui quân thì mất đi cơ hội tốt, đợi khi quân Đậu Kiến Đức vượt qua Hổ Lao, đúng lúc những khu vực gần thành Lạc Dương vừa lấy được bị Đậu Kiến Đức cướp mất thì quân Đường mới thực sự rơi vào nguy hiểm.
Thế là, Lý Thế Dân ra lệnh cho Lý Nguyên Cát, Khuất Đột Thông tiếp tục vây khốn Lạc Dương, chỉ chọn cách vây mà không đánh. Còn bản thân mình thì lãnh đạo Lý Thế Tích, Trình Tri Tiết, Tần Thúc Bảo, Uất Trì Kính Đức, chỉ rút một phần nhỏ là 3.500 quân; và dùng 3.500 quân đó với 1 vạn quân trong đồn Tị Thủy ở gần Lạc Dương để chống với 10 vạn quân của Đậu Kiến Đức. Ông dùng chiến thuật tập kích, đánh phá những đoàn tiếp tế lương thực của Đậu.
Đậu Kiến Đức quyết định dốc hết toàn lực quyết một trận với quân Đường. Ông ta đã sắp xếp binh mã, bày binh bố trận, phía bắc dựa vào con sông lớn, phía nam dựa vào núi, phía tây đến tận Phiếm Thủy, trận địa rộng đến hơn 20 dặm. Lý Thế Dân đem theo Uất Trì Kính Đức lên trên cao nhìn xuống để tìm ra chỗ sơ hở và nhược điểm của quân địch. Sau một hồi xem xét, Lý Thế Dân bèn nói: "Nay tuy chúng đã bày trận lớn nhưng vẫn nhốn nháo vô độ, hàng ngũ cũng mất trật tự, thể hiện sự vô tổ chức, vô kỷ luật. Ta mà không có động tĩnh gì thì dũng khí của đối phương sẽ tự suy sụp. Lâu dần như vậy binh sĩ sẽ mệt mỏi, tất sẽ đều muốn quay về. Ta có thể khẳng định rằng chỉ trong một ngày, chỉ cần một đội tinh binh cũng có thể tiêu diệt được toàn bộ quân Đậu".
Quả nhiên quân Đậu bày trận từ sáng đến trưa, quân sĩ không được ăn uống gì nên đều vừa đói vừa mệt, đội ngũ hỗn loạn. Lý Thế Dân lệnh cho Vũ Văn Sĩ dẫn 300 kỵ binh hành quân từ phía bắc hướng về phía nam đến trước trận địa của quân Đậu, nếu thấy trận địa của địch nghiêm chỉnh thì không được đánh mà phải nhanh chóng quay về, còn nếu thấy thế trận dao động thì phải nhân thế mà đột kích. Thế trận của quân Đậu quả nhiên rất loạn, Lý Thế Dân lập tức lệnh cho toàn quân xuất kích, đánh đến đâu là quân Đậu tan tác đến đó. Trình Tri Tiết, Tần Thúc Bảo cùng với mãnh tướng đến từ Tây Đột Quyết - Sử Đại Nại cùng các kỵ binh sau khi xông thẳng vào quân Đậu thì trước tiên là cuốn cờ của quân Đường lại, xông thẳng từ trước ra sau quân Đậu rồi mới giương cao cờ giết quân Đậu từ phía sau. Quân Đậu rơi vào thế hỗn loạn vô cùng.
Quân Đậu tan tác, quân Đường thừa thắng truy kích đến hơn 30 dặm, bắt giữ được hơn 5 vạn tù binh, bắt sống được Đậu, đưa về thành Lạc Dương cho Vương Thế Sung thấy. Vương phải đầu hàng.
Quân Thế Dân vào chiếm thành, quân lệnh nghiêm ngặt, không cướp bóc giết hại một người dân. Vậy là chỉ trong một trận mà Thế Dân thắng được hai nước Trịnh và Hạ, làm chủ được trọn Hoa Bắc.

### Bình định phía Nam
Tại Hoa Nam có hai tiểu vương, một làm chủ phía Tây, một làm chủ phía Đông ở Nam Kinh. Tiêu Tiển là dòng dõi nhà Lương, khởi binh ở Hồ Nam, mới được 5 ngày đã quy phục được mấy vạn người. Vì thế ông đã tự xưng làm hoàng đế nhà Lương, định đô ở Giang Lăng (Giang Lăng, Hồ Bắc ngày nay). Đến năm đầu Đường Vũ Đức (năm 618) đã có đến hơn 40 vạn binh, chiếm cứ cả một vùng rộng lớn, phía nam từ Giao Chỉ, phía bắc đến Hán Thủy, phía tây đến Tam Hiệp, phía đông đến Cửu Giang.
Nhà Đường đã chiếm được Tứ Xuyên ở thượng lưu sông Dương Tử. Thế Dân sai Lý Tĩnh dùng thuyền chở quân, từ Tứ Xuyên đổ xuống một cách bất ngờ. Tháng 9 cũng đúng vào mùa lũ, nước sông Trường Giang dâng cao, tướng sĩ đều cho rằng lúc này không thể dùng thuyền được. Lý Tĩnh lại khuyên Lý Hiếu Cung lập tức tiến quân, tiến công hết tốc lực, Tiêu Tiến chắc chắn không kịp phòng bị, tất sẽ bị bắt.
Lý Hiếu Cung đã chọn cách của Lý Tĩnh, đích thân dẫn hơn 2000 chiến hạm cùng với Lý Tĩnh tiến công ngay trong ngày hôm đó. Phòng tuyến dọc sông của Tiêu Tiển tuy có mà cũng như không, ngay lập tức bị quân Đường đập tan, thu được hơn 300 chiến hạm. Tiêu Tiến thấy mùa lũ đến nên đã giải tán quân để đi lo việc nông vụ ở các nơi, vì thế đành phải dùng các binh sĩ già bày trận nghênh chiến. Quân của Lý Tĩnh đại phá quân địch, đuổi đến tận dưới chân đô thành của Tiêu Tiển, sau đó chia quân đi thu nhặt được vô số chiến hạm.
Lý Hiếu Cung lại chọn kế sách của Lý Tĩnh, ra quân lệnh nghiêm cấm việc cướp giết. Vì thế mà các châu huyện ở phía nam nghe tin đều đến quy phục. Hơn 10 vạn viện binh cũng cởi giáp xin hàng. Nước Lương ở phía Tây phải đầu hàng. Rồi thừa thế, quân Lý Tĩnh xuôi dòng chiếm nốt Nam Kinh (622). Sau đó chỉ còn phải dẹp những bọn phản loạn nhỏ, và từ năm 625, Nhà Đường cơ bản thống nhất Trung Hoa.

### Thống nhất
Năm 628, sau khi đã lên ngôi, Thái Tông ra lệnh cho anh rể là Sài Thiệu (chồng của Bình Dương công chúa) đem quân đi đánh nước Lương của Lương Sư Đô ở Sơn Tây. Vì lúc đó Đông Đột Quyết, kẻ bảo hộ nước Lương đang có nội chiến, nên quân Lương yếu thế không chống lại được, quân Đường đánh thẳng tới kinh đô nước Lương. Lương Sư Đô bị người em họ giết rồi dâng thủ cấp cho quân Đường. Đến đây thì Nhà Đường hoàn toàn thống nhất trung Quốc.
Thời Nhà Đường, Trung Quốc thịnh trị cả về văn hóa, kinh tế và chính trị nên được gọi là "Thịnh Thế Thiên Triều".

## Huyền Vũ Môn chi biến

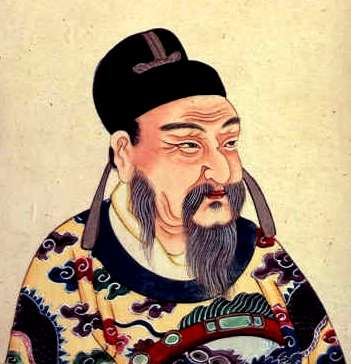
Chân dung Lý Uyên, cha Lý Thế Dân.

Sự biến Huyền Vũ môn (玄武門之變) là sự kiện tranh giành quyền lực giữa các con trai Đường Cao Tổ là Thái tử Lý Kiến Thành, Tần Vương Lý Thế Dân và Tề Vương Lý Nguyên Cát. Kiến Thành và Nguyên Cát liên minh chống lại Thế Dân, hai bên mâu thuẫn gay gắt, ra sức xây dựng thế lực riêng và dùng nhiều thủ đoạn để triệt hạ lẫn nhau.
Do có công đánh dẹp các đối thủ, Lý Thế Dân được vua cha hứa phong làm thái tử, trong ngoài triều đều cho rằng Thế Dân sẽ thay thế Lý Kiến Thành. Bản thân Lý Kiến Thành là tướng có tài, tuy nhiên đã bị lu mờ bởi các chiến công của em trai. Triều đình chia làm 2 phái: phái ủng hộ thái tử và phái ủng hộ Tần Vương. Việc tranh giành đã ảnh hưởng đến kinh thành, khi lệnh của thái tử và Tần Vương các quan đều bắt buộc thi hành như lệnh của hoàng đế, chỉ phải xem ai ra lệnh trước. Dưới trướng Lý Thế Dân có lắm văn thần võ tướng, nhưng thái tử lại được Tề Vương Lý Nguyên Cát và hậu cung của vua cha ủng hộ.
Năm 622, bộ hạ cũ của Đậu Kiến Đức là Lưu Hắc Thát quay trở lại đất cũ của nước Hạ, lại nổi dậy tạo phản, giết người em họ của Thế Dân và chiếm lại gần như toàn bộ nước Hạ cũ. Thủ hạ của Lý Kiến Thành là Vương Khuê, Ngụy Trưng đã hiến kế nói thái tử cần lập công để tạo uy, chèn ép Tần Vương, vì thế Lý Kiến Thành xung phong đi đánh Lưu Hắc Thát. Đường Cao Tổ chấp thuận cho thái tử đi đánh giặc, và với sự giúp đỡ của Lý Nguyên Cát, Lý Kiến Thành đã đánh bại Lưu Hắc Thát. Lưu Hắc Thát bỏ chạy nhưng bị thủ hạ phản bội, bắt nộp cho Lý Kiến Thành. Lý Kiến Thành cho giết Lưu Hắc Thát rồi khải hoàn về Trường An.
Trong vài năm tiếp theo, cuộc tranh giành càng khốc liệt nhưng cả Lý Kiến Thành và Lý Thế Dân đều làm tướng khi có Đột Quyết xâm nhập. Năm 623, Phụ Công Thạch ở Đan Dương làm phản, Cao Tổ ban đầu muốn Thế Dân đi dẹp, nhưng sau đó đổi ý, sai Lý Hiếu Cung đi thay cho Thế Dân.
Năm 624, Lý Kiến Thành bị Cao Tổ hoàng đế phát hiện khi đang gia tăng nhân số trong đội lính bảo vệ của mình. Cao Tổ nổi giận, bắt giam Kiến Thành, một thủ hạ của Kiến Thành lo sợ nên đã tạo phản. Cao Tổ sai Thế Dân đi dẹp, hứa sẽ phong Thế Dân làm thái tử. Tuy nhiên, sau khi nghe lời Tề Vương và các phi tần của mình, Cao Tổ đã thả Kiến Thành ra và khi Thế Dân trở về, ông đã trách cứ hai con đấu đá lẫn nhau mới xảy ra việc này. Cao Tổ đã trục xuất một số thân tín của cả hai để cảnh cáo.
Cuối năm 624, Đường Cao Tổ cảm thấy rất phiền muộn vì các cuộc tập kích của Đột Quyết, có ý muốn đốt Trường An và dời đô về Phàn Thành, ý kiến này được Lý Kiến Thành, Lý Nguyên Cát và Bùi Tịch ủng hộ. Lý Thế Dân lại phản đối kịch liệt, kế hoạch cuối cùng bị hủy bỏ. Sau đó Lý Thế Dân cho thân tín đến Lạc Dương để xây dựng lực lượng, nắm lấy quyền điều khiển quân đội. Tuy nhiên, Lý Thế Dân sau đó đã trúng độc tại một buổi tiệc do Lý Kiến Thành tổ chức, điều này làm Thế Dân và cả Cao Tổ cho là âm mưu ám sát. Thế Dân sau đó tấu xin đi trấn thủ Lạc Dương, nhưng bị Kiến Thành và Nguyên Cát phản đối vì sợ quyền lực của Thế Dân sẽ phát triển. Cao Tổ đồng ý với thái tử, Thế Dân buộc phải ở lại Trường An. Một âm mưu ám sát nữa nhằm vào Thế Dân, khi Kiến Thành tặng ông một con ngựa nhưng bí mật chọc tức nó để nó hất Thế Dân xuống ngựa, nhưng Thế Dân vốn giỏi nghề cung ngựa nên thoát nạn.
Những năm 625 và 626, cảm thấy sự tranh đoạt ngôi vị giữa các con sẽ gây ảnh hưởng xấu cho triều Đường mới thành lập, Đường Cao Tổ dần dần tỏ ý muốn cắt giảm quyền lực của Lý Thế Dân, củng cố ngôi vị Thái tử, cùng năm đó Đột Quyết xâm lấn, Đường Cao Tổ cũng không cử Lý Thế Dân đi đánh dẹp như thường lệ mà giao việc này cho Lý Nguyên Cát. Lý Thế Dân biết ý cha mình đã định nên quyết định ra tay trước. Theo mưu kế của thuộc hạ, Lý Thế Dân dâng tấu tố cáo Lý Kiến Thành và Lý Nguyên Cát tư thông với hậu cung, khiến Đường Cao Tổ hoài nghi, cho triệu cả ba vào cung tra xét thực hư. Lý Thế Dân ngầm đặt phục binh ở cửa Huyền Vũ, đợi lúc Kiến Thành và Nguyên Cát đi vào liền đổ ra giết chết cả hai. Lý Kiến Thành bị Thế Dân bắn chết, Lý Nguyên Cát bị Uất Trì Kính Đức giết chết. Lúc này, Phùng Dực, Phùng Lập là thuộc hạ của Thái tử và các tướng lĩnh trong phủ Tề Vương như Tiết Vạn Triệt đã dẫn hàng ngàn binh mã tấn công Huyền Vũ môn nhưng chưa phá được thì Uất Trì Kính Đức đã chặt thủ cấp của Lý Kiến Thành và Lý Nguyên Cát để phủ dụ. Thấy Thái tử, Tề Vương đều đã chết, đạo binh mã này mới tan.
Trong lúc Lý Uyên còn đang ngồi trong cung chờ ba đứa con trai của mình thì nghe có tin báo ở bên ngoài đang có biến. Đương lúc chưa biết sự thể ra sao thì Uất Trì Cung tay lăm lăm xà mâu dẫn theo một toán binh lính xông vào, chắp tay bẩm báo, nói rằng, Lý Kiến Thành và Lý Nguyên Cát âm mưu làm phản đã bị Tần vương giết cả rồi, “Tần vương sợ loạn quân sẽ làm kinh động đến Hoàng thượng nên sai thần tới hộ giá”. Uất Trì Cung còn truyền đạt “thỉnh cầu” của Tần vương Lý Thế Dân muốn Lý Uyên hạ lệnh cho bọn lính bảo vệ cung Thái tử và phủ Tề vương không được kháng cự.
Vua cha Cao Tổ sửng sốt trước sự biến, nhưng trước việc đã rồi, ông không thể trị tội Thế Dân vì bản thân Thế Dân là người có công chinh chiến đánh dẹp để dựng lên cơ nghiệp Nhà Đường, có nhiều uy tín với trăm quan và có vây cánh mạnh. Cuối cùng, Lý Uyên đành phải thuận theo sự sắp đặt của Lý Thế Dân, hạ lệnh cho lính bảo vệ của Lý Kiến Thành và Lý Nguyên Cát phải hạ vũ khí, không được kháng cự.
Ngay ngày hôm sau, tức ngày 5/6, Lý Uyên ban chiếu chỉ lập Lý Thế Dân làm Thái tử. Hai tháng sau đó, Lý Uyên tuyên bố truyền ngôi lại cho Lý Thế Dân, còn mình thì làm Thái thượng hoàng, sống an nhàn tới cuối đời. Đây là cuộc chiến huynh đệ tương tàn đẫm máu mà sử sách Trung Quốc vẫn gọi là “Sự biến Huyền vũ môn”.
Sau khi giết Lý Kiến Thành và Lý Nguyên Cát ngay tại cửa Huyền vũ, bức ép cha là Lý Uyên phải lập mình làm Thái tử, để trừ hậu họa về sau, Lý Thế Dân dựa vào tội làm phản của Thành và Cát, giết sạch những người có liên quan. Toàn bộ gia đình Lý Kiến Thành và Lý Nguyên Cát cũng như những người dính líu đến sự việc “mưu phản” đều bị Lý Thế Dân xử tội chết trong đó có năm người con trai của Lý Kiến Thành và năm người con trai của Lý Nguyên Cát.
Năm 626, ngày 4 tháng 9, Lý Thế Dân lên ngôi, tức là hoàng đế Đường Thái Tông, sử dụng niên hiệu là Trinh Quán (貞觀), mở đầu cho thời kỳ Trinh Quán chi trị (貞觀之治) thịnh vượng cho triều đại Nhà Đường.
Sau này, một hoàng đế khác cũng họ Lý giống ông nhưng ở Đại Việt là Lý Phật Mã (Tức Lý Thái Tông, cũng là vị hoàng đế thứ hai của triều Lý giống Đường Thái Tông) cũng phải trải qua việc huynh đệ tương tàn mới được lên ngôi giống ông (Trải qua Loạn Tam Vương ở Đại Việt năm 1028)

## Trinh Quán chi trị

### Đối nội
Đường Cao Tổ qua đời vào mùa xuân năm 635, Sau khi Đường Cao Tổ qua đời, Thái Tông thả ngay 3.000 cung nữ của Cao Tổ, cho về với cha mẹ. Hoàng đế cho giáng chức và cấp bậc của một số quý tộc tôn thất mà cha mình đã phong khi cai trị vì đây là một gánh nặng lớn với nền kinh tế và để thăng chức cho các thân tín của mình. Người chú họ của Thái Tông, Lý Thần Thông cảm thấy bất bình vì phải xếp sau Phòng, Đỗ, tấu lên vua. Hoàng đế giải thích rằng, nhờ mưu kế của 2 người mà mình giành được thiên hạ nên công lao phải đứng đầu, các quan viên bị giáng chức đều im lặng vì ngay cả Lý Thần Thông cũng chung số phận. Trong suốt thời gian ông trị vì, quyền lực của tôn thất cũng bị suy giảm và kìm chế.
Cùng năm 627, La Nghệ, vốn là hàng tướng nhà Tùy, sau lại ủng hộ Lý Kiến Thành, nay sợ nhà vua sẽ đối phó mình liền nổi dậy tạo phản ở Bân Châu nhưng bị Dương Ngập phát giác và bị giết khi đang bỏ trốn. Cuối năm, có tấu rằng Trường Lạc vương Lý Hữu Lượng, em họ Lý Uyên được phong làm Thái thú Lương Châu, chèn ép bách tính và bí mật buôn lậu với người Khương và Hung Nô. Nhà vua cho Vũ Văn Sĩ Cập đến điều tra, Lượng liền bắt Sĩ Cập làm con tin chuẩn bị tạo phản, nhưng Thái Tông phát hiện, đưa quân đến và ép Lượng phải tự sát.
Khi lên ngôi, thấy rằng đất nước có quá nhiều châu huyện, Thái Tông ra lệnh sáp nhập một số châu huyện lại với nhau, lại lập ra một đơn vị hành chính mới lớn hơn cấp châu là cấp "đạo", ông chia đất nước thành 10 đạo.

Đường Thái Tông là vị vua giỏi việc cai trị quốc gia. Tùy Dạng Đế sau khi giành được ngôi hoàng đế vội vàng ăn chơi xa xi vô độ, kết quả biến nhà Tùy từ một đế quốc giàu có bậc nhất thành một vương triều đoản mệnh. Lý Thế Dân không lặp lại sai lầm đó, ông có nói: "Lấy sử làm gương soi thì biết sự hưng suy. Lấy người làm gương soi thì biết sự được mất". Ông thực hành một loạt chính sách giảm nhẹ sưu thuế, thúc đẩy sản xuất. Thái Tông cho ban hành chế độ quân điền và tô dung điều chế để đánh thuế và chia ruộng đất Ông nói:
| “ | Muốn làm vua được tốt, cần trước tiên để trăm họ sống nổi. Nếu vì mình mà làm tổn hại đến trăm họ, giống như cắt thịt đùi ăn vào bụng, bụng no thì người cũng chết. | ” |

Năm Trinh Quán thứ 1, Lý Thế Dân muốn xây dựng một cung điện, nguyên liệu đã chuẩn bị xong, nhưng vừa nhớ đến phải "giảm sự xa xỉ, tiết kiệm chi tiêu", ông quyết định không xây nữa. Tháng 8 năm Trinh Quán thứ 2, quần thần 3 lần kiến nghị xây lầu gác ở trên cao để cải thiện ẩm thấp trong cung điện, nhưng Lý Thế Dân kiên quyết không đồng ý. Năm Trinh Quán thứ 4. ông nói với các đại thần: "Việc trang hoàng lộng lẫy cung điện, tham luyến cảnh đẹp, vui chơi trong lầu gác đình đài, tuy là nguyện vọng của mỗi vị vua nhưng sự xa xỉ hoang phí là mối họa cho dân chúng, vì vậy không thể tùy tiện xây dựng". Việc vua và quan phủ giảm bớt sự xa xỉ, dân chúng thì tăng thời gian lao động của mình trên đồng ruộng khiến sức sản xuất tự nhiên phát triển.
Sau khi đánh thắng Đông Đột Quyết, triều thần đều tấu lên xin vua làm lễ tế trời ở Thái Sơn, thể hiện uy nghiêm và sự thịnh vượng của Nhà Đường. Chỉ có Ngụy Trưng không đồng ý, cho rằng lễ nghi sẽ làm hao tốn nhiều sức người và tiền tài và biên giới sẽ dễ bị tấn công. Thái Tông nghe theo lời Ngụy Trưng, chỉ tổ chức một tiệc nhỏ cho các đại thần.
Đầu đời Trinh Quán, các địa phương ở Quan Trung liên tục 3 năm xảy ra tai nạn, Thái Tông hạ lệnh mở kho phát chẩn cho dân. Kết quả, sau nạn đói, mọi nhà vẫn còn lương ăn. Thái Tông còn hạ lệnh lấy vàng bạc, vải lụa trong kho của hoàng gia chuộc những nạn dân phải bán mình làm nô tì.
Đường Thái Tông chú ý cất nhắc nhân tài. Một lần ông phát hiện có một viên quan trình lên một bản sớ tấu viết rất hay, hỏi ra mới biết do một người không có bất kỳ chức vị gì tên Mã Chu viết, Thái Tông lập tức chọn ông ta làm quan, thăng thẳng lên đến Tể tướng. Đường Thái Tông biết Tể Tướng Phong Đức Di vì không tìm được nhân tài mà suốt ngày buồn rầu than thở, liền nói với ông ta: 
Dùng người như sử dụng đồ vật, mỗi người chọn lấy sở trường của họ, thì đâu có thiếu nhân tài kỳ sĩ. Lẽ nào thời thịnh trị ngày xưa lại phải mượn lấy nhân tài ở một thời đại khác? Đó chẳng qua là khanh không khéo biết người đó thôi.
Thái Tông có một câu nói nổi tiếng: "Anh hùng trong thiên hạ đều nằm trong lòng bàn tay Trẫm".
Các cải cách của Thái Tông về tổ chức hành chánh tỉnh đáng coi là quan trọng và lâu bền nhất. Nhà Tần đặt ở đầu mỗi quận một quan văn coi về hành chánh và một quan võ coi về võ bị, quyền ngang nhau. Nhà Hán bỏ chế độ đó, chỉ dùng quan văn. Nhưng sau đời Hán, loạn lạc liên miên, sự cai trị các quận giao cho quan võ do bọn vương hầu cử. Thái Tông loại dần dần các quan võ đó, mà đích thân lựa những người có học, có đức hạnh tốt thay vào. Chế độ tuyển cử đó có vào đời Tùy, nhưng tổ chức còn sơ sài. Thái Tông theo Tùy, đặt ra khoa tiến sĩ trọng văn từ, khoa minh kinh trọng sự tinh thông một kinh. Lễ bộ coi việc khảo thí; người nào đậu rồi, muốn làm quan thì phải thi lại ở bộ Lại, có đậu mới được bổ dụng. Các kì thi tổ chức rất nghiêm và rất công bằng. Thí sinh mà gian lận thì bị trừng trị nặng, giám khảo mà gian lận thì bị cách chức.
Chính sách dùng thi cử để lựa người cai trị dân lúc đó là tiến bộ nhất đương thời. Nó làm cho quyền hành của giới quý tộc bị cha truyền con nối bị thay thế bằng quyền hành của giới bình dân nhưng có tài năng, trí tuệ.
Đường Thái Tông rất thích câu nói cảnh giới của đại thần Ngụy Trưng: "Nghe rộng thì sáng, nghe thiên lệch thì tối", cho nên khi cùng tể tướng bàn việc đều gọi gián quan tham gia; đối với người dám chỉ ra sai lầm của vua, có khi còn đặc cách khen thưởng. Ông từng nói với quan viên 3 tỉnh (cơ quan nhà nước cấp cao): 
Theo chỉ ý của ta mà làm, không có một câu ý kiến bất đồng thì làm thế nào được? Từ nay về sau, nếu có chiếu sắc không thích hợp, cần chỉ ra, không được biết mà không nói.
Năm 634, Thái Tông sai 13 vị quan chức cấp cao bao gồm Lý Tĩnh và Tiêu Vũ đi khảo sát các đạo, kiểm tra xem liệu quan viên có đủ năng lực, nhân dân có bị đói rét không, an ủi giúp đỡ người nghèo và tìm nhân tài để đưa vào triều đình. Lý Tĩnh ban đầu đề cử Ngụy Trưng đi thay mình nhưng Thái Tông từ chối, nói rằng Ngụy Trưng phải ở lại bên người để chỉ ra lỗi lầm của mình và nhà vua không thể thiếu Ngụy Trưng một ngày nào. Khi Ngụy Trưng qua đời, vua đích thân lập bia mộ cho, lại hứa sẽ gả con gái cho con Ngụy Trưng, tuy nhiên sau đó vì nghi ngờ Ngụy Trưng có dính líu đến án thái tử và vì sự uất ức bao năm bị Ngụy Trưng vạch lỗi, vua đã sai Uất Trì Cung đập đi bia mộ của Ngụy Trưng.
Thái Tông vô cùng chú trọng tới việc bồi dưỡng các hoàng tử, thường xuyên khuyên bảo đời sau nên tuân thủ quy phạm đạo đức, nắm vững đạo trị quốc. “Giới hoàng chúc” của Thái Tông khuyên bảo con cháu hoàng thất như sau:
“Trẫm lên ngôi đã được 13 năm, tuyệt đối không xem hát tuồng ngoài cung, cũng khước từ những trò vui tiêu khiển ca múa và sắc đẹp trong cung. Các ngươi sinh ra trong phú quý, trường kỳ ở thâm cung. Nói về con cái vua chúa và thân vương, trước cần tu dưỡng đạo đức và khắc chế chính mình. Mỗi khi được may một bộ y phục, cần biết ơn người nông dân trồng dâu nuôi tằm, khi thưởng thức một món ăn thì cần nhớ đến sự vất vả của người nông dân canh tác. Khi lắng nghe và đưa ra quyết định thì không được để hỉ nộ của bản thân chi phối. Mỗi khi thực hiện việc chính hay việc phụ đều không lo sợ vất vả. Các ngươi chớ vì nhìn thấy khuyết điểm của người khác mà cho rằng mình giỏi. Cần dùng vinh hoa vĩnh cửu mà kiên trì bảo vệ cái tốt. Bậc Thánh hiền đời trước có dạy: “Người nghịch ta chính là thầy của ta, người thuận ta sẽ bị coi là tặc”.
Về quân đội, Thái Tông cho áp dụng phủ binh chế, rút các tráng đinh nam cho vào phủ binh là trưng binh chế. Phủ binh chế là sự kết hợp giữa binh sĩ và nông dân để giảm gánh nặng cho quốc gia. Lúc thái bình thì cày cấy, lúc chiến tranh thì ra trận, quân không biết tướng, tướng không biết quân, đánh trận xong thì quân về phủ, tướng về triều. Quân sĩ được miễn thuế má nhưng khẩu phần lương thực và binh khí phải tự chuẩn bị. Thời Thái Tông triều đình trực tiếp quản lý quân đội, nhưng về sau triều đình cho lập chức tiết độ sứ thay mặt cai quản quân đội, cuối cùng tạo thành họa phiên trấn dẫn đến diệt vong Nhà Đường.
Ở thời kỳ đầu Trinh Quán, Đường Thái Tông đúng là giỏi việc cai trị, nhưng cuối đời ông lại sống theo cách xa hoa, xây dựng ngày một nhiều. Đối với lời can gián, có khi cũng không chịu nghe. Về điểm này, ông cũng có nhận ra. Trước khi chết một năm, ông nói với Thái tử Lý Trị: 
| “ | Một đời mình tuy công lớn hơn lầm lỗi, nhưng "nếu đem so sánh với tận thiện tận mỹ thì còn rất đáng hổ thẹn. | ” |

Theo truyền thuyết, nhà sư Đường Huyền Trang (Đường Tăng) đi Tây Thiên lấy kinh được ông kết làm huynh đệ.
Về già, nhớ đến các công thần cùng mình vào sinh ra tử lập nên Nhà Đường, Thái Tông hạ lệnh xây Lăng Yên Các, cho người vẽ hình và ghi lại sự tích của 24 vị công thần để được đời sau thờ phụng.

### Đối ngoại
Nhà Đường thời Lý Thế Dân mở quan hệ rộng khắp với các nước. Trung thư thị lang Nhan Sư Cổ năm Trinh Quán thứ 3 (629) đã mời hoạ sĩ đến vẽ bức Vương hội đồ để kỷ niệm sự thịnh trị. Những đoàn sứ giả Nhật Bản đến với quy mô rất to lớn. Những lần đầu khoảng 300 đến 500 người, về sau mỗi chuyến đi sứ có tới 2.000 người, ngoài chánh phó sứ còn có lưu học sinh và “học vấn tăng”. Sau khi về nước, họ phỏng theo chế độ pháp trị của triều Đường, đến nay trong lịch sử Nhật Bản còn ghi rõ. Dựa theo chế độ ruộng đất của triều Đường, Nhật Bản có “Ban điền”. Thành Heian cũng xây dựng dựa theo kinh đô Trường An. Trường An có phố Chu Tước Môn thì đường cho ngựa chạy ở Heian cũng được gọi là đường Chu Tước. Căn cứ vào những ghi chép trong “Tân Đường thư”, “Cựu Đường thư”, Đặng Chi Thành thống kê triều Đường đã tiếp xúc với tổng cộng 48 “nước”, trong đó có 29 nước triều cống, 6 nước nạp sĩ, 5 nước quy phục, 4 nước có khi hoà bình có lúc chiến tranh, hai nước sính môn, một nước cử người đến học và một nước kết thông gia.
Thành Trường An trở thành nơi đô hội có tính quốc tế, ở đó có người Tư Lợi Á, người Ả rập, người Ba Tư, người Đát Đát, người Tây Tạng, người Triều Tiên, người Nhật Bản, người An Nam và những người theo những tín ngưỡng khác nhau thuộc rất nhiều dân tộc khác nhau cũng đều có thể chung sống. Lý Thế Dân đã nói với các bề tôi: “Từ xưa các bậc đế vương đã bình định được Trung Nguyên nhưng mấy ai đã chinh phục được Nhung Địch. Trẫm tài không bằng cổ nhân, mà thành công cũng chưa bằng, từ trước chỉ coi trọng Trung Hoa mà coi thường Di Địch. Trẫm thì yêu quý như nhau, cho nên họ đều coi trẫm như cha mẹ”.

#### Với Đông Đột Quyết
Năm 626, chỉ sau khi Lý Thế Dân lên ngôi được 12 ngày, một dân tộc lớn mạnh ở phương Bắc là Đông Đột Quyết do Hiệt Lợi (Illig Qaghan: 620 - 630) lãnh đạo đã phát binh xuống phía Nam, đánh đến phía bắc Tiện Kiều, sông Vị Thủy, cách Trường An 40 dặm. Để chứng tỏ thực lực của triều Đường, Thái Tông đích thân dẫn các vị đại thần, phóng ngựa ra bờ sông Vị Thủy trách mắng Đột Quyết đã làm trái những điều thỏa thuận, buộc Đột Quyết lại phải cam kết liên minh lần nữa và lui binh.
Năm 629, Hiệt Lợi lại cho quân cướp phá biên giới, như vậy là xé minh ước. Thái Tông cho rằng đây là thời điểm chín muồi để tấn công Đông Đột Quyết, đã sai Lý Tĩnh, Lý Thế Tích và Sài Thiệu đem hơn 10 vạn đại quân Bắc phạt đánh Đột Quyết. Quân Đường chia làm nhiều hướng tấn công, Hiệt Lợi liệu đánh không lại liền bỏ chạy. Năm sau, quân Đường đánh lớn làm thảm bại Đột Quyết, giết 10 vạn lính Đột Quyết, bắt được trai gái 15 vạn người, bắt cả Khả hãn Hiệt Lợi. Đông Đột Quyết mất, Nhà Đường mở rộng lãnh thổ về phía tây bắc. Từ đó trở đi, Đường Thái Tông được Đột Quyết tôn làm Thiên Khả hãn. Tuy nhiên, trong thời Thái Tông và các đời vua sau, biên giới Nhà Đường vẫn phải chịu các cuộc tấn công nhỏ của Tây Đột Quyết.
Việc đối xử thế nào với Đông Đột Quyết sau khi bị chinh phục là 1 vấn đề hóc búa với Thái Tông. Ý kiến của Ngụy Trưng là để mặc người Đột Quyết ngoài biên giới, nhưng Thái Tông sau đó đã hạ lệnh đem người Đột Quyết vào trong biên giới để tạo thành một vành đai phòng thủ, thiết lập một số châu quận mới để chứa người Đột Quyết, tiếp tục cho các thủ lĩnh Đột Quyết quản lý người của họ nhưng không lập Khả hãn mới.

#### Với Thổ Cốc Hồn
Thổ Cốc Hồn cũng thường cướp phá biên giới gần miền ngọn sông Hoàng Hà, ở Cam Túc và Lương Châu. Quân Đường thường chống trả kịch liệt, nhưng khi ra khỏi thành giao chiến thì quân Thổ Cốc Hồn lại rút lui, quân Đường rút thì quân Thổ Cốc Hồn lại quay lại cướp phá. Năm 634, Thế Dân lại sai Lý Tĩnh đi dẹp. Lý Tĩnh chia quân làm 2 đạo, một đạo chính Lý chỉ huy, tiến lên phía bắc, một đạo do Hầu Quân Tập chỉ huy tiến theo dãy núi Côn Lôn ở phía Nam. Đạo phía Bắc phá tan quân Thổ Cốc Hồn ở dãy núi Kokongr; đạo phía Nam đã làm được một kì công: leo dãy núi Côn Lôn rất cao, tuyết phủ quanh năm, người và ngựa đều phải ăn băng và tuyết. Họ thình lình tập kích quân Thổ Cốc Hồn trên bờ một hồ nước tại ngọn sông Hoàng Hà. Quân Thổ Cốc Hồn hoảng hốt bỏ chạy; quân Đường đuổi theo. Tới Thanh Hải, Thổ Cốc Hồn bị quân Lý Tĩnh đón đầu và tận diệt. Khả hãn Thổ Cốc Hồn là Bộ Tát Bát Khả hãn (597 - 640) bị một tướng làm phản giết. Một Khả hãn khác là Mộ Dung Thuận lên thay (Truật Cố Lã Ô Cam Đậu khả hãn), chịu thuần phục Nhà Đường. Vị Khả hãn này không lâu sau bị ám sát chết, Thái Tông đưa con ông ta là Mộ Dung Nặc Hạt Bát lên thay làm Khả hãn, tiếp tục thần phục Nhà Đường.

#### Với Tây Đột Quyết

Bản đồ mô tả chiến dịch bình định Tây vực của Đường Thái Tông.

Đường Thái Tông phát động một số chiến dịch đánh Tây Đột Quyết và đồng minh là các quốc gia ốc đảo ở lòng chảo Tarim vào khoảng năm 640 - thời vua Tây Đột Quyết là Ishbara Qaghan: 634 - 658. Những cuộc chiến kiểu này còn tiếp diễn giữa Nhà Đường và Tây Đột Quyết cho đến khi Tây Đột Quyết bị đánh bại và chinh phục vào năm 657 dưới thời Đường Cao Tông. Các quốc gia ốc đảo Kashgar và Khotan đầu hàng Nhà Đường vào năm 632 và vương quốc Yarkand đầu hàng vào năm 635.
Vương quốc Cao Xương lúc đầu vốn là chư hầu Nhà Đường, nhưng về sau lại trở nên ngày càng thù địch Nhà Đường, lập liên minh với Tây Đột Quyết. Năm 640, Thái Tông sai Hầu Quân Tập đem quân đánh Cao Xương. Vua Cao Xương là Khúc Văn Thái (619 - 640) nghe tin sợ quá mà chết, con trai là Khúc Trí Thịnh lên thay, đưa ra mong ước được thần phục Nhà Đường nhưng Hầu Quân Tập không chịu, ép Cao Xương phải đầu hàng. Quân Cao Xương lúc đầu cố gắng thủ thành nhưng bị Hầu Quân Tập chặn hết đường lương thảo, lại không được Tây Đột Quyết đến giúp nên vua Cao Xương phải ra thành đầu hàng. Ngụy Trưng tấu nên giữ nguyên hiện trạng Cao Xương, cho phép vua Cao Xương tiếp tục thống trị vì cho rằng tổn thất nhân lực và vật lực khi đồn trú quân đội vĩnh viễn ở Cao Xương là rất lớn. Thái Tông không đồng ý, cho thiết lập 2 huyện và sáp nhập Cao Xương vào bản đồ.
Nước Yên Kì, vốn là đồng minh Nhà Đường tham gia trong cuộc chiến chống Cao Xương, nay lại quay sang chống Đường và liên minh với Tây Đột Quyết. Năm 644, Thái Tông sai người đem quân đi đánh. Quân Đường tập kích bất ngờ, đánh cho quân Yên Kì tan tác, bắt sống được vua Yên Kì. Thái Tông sau đó đưa người em khác của vua Yên Kì lên thay làm nhiếp chính. Tây Đột Quyết sau đó tấn công, bắt sống được nhiếp chính mới và chiếm được Yên Kì trong thời gian ngắn, tuy nhiên do không muốn xung đột trực tiếp với Nhà Đường nên đã rút lui. Các quý tộc Yên Kì lập 1 người họ hàng của vua Yên Kì lên làm vua.
Năm 648, Thái Tông sai người đem quân đi đánh Quy Từ, nhưng nửa đường đổi hướng đánh Yên Kì, bắt và giết vua Yên Kì rồi đưa em họ ông ta lên làm vua. Sau đó quân Đường đánh thẳng đến Quy Từ, bắt được và giết vua nước này và đưa người em trai của vua Quy Từ lên làm vua.

#### Với người Hồi giáo
Nhà tiên tri Muhammad (570 - 632), người sáng lập đạo Hồi ở Ả Rập đã viết thư cho ba đại đế thế giới thời bấy giờ là hoàng đế Đông La Mã Heraclius, hoàng đế Ba Tư Khosrau II và Đường Thái Tông, buộc họ phải chấp nhận đạo Hồi, nếu không thì sẽ bị trừng trị. Nhận được thư, Đường Thái Tông cho người Ả Rập ở Trung Hoa được xây thánh đường đầu tiên của họ ở phía Đông.

#### Với Thổ Phiên
Mùa thu năm 638, vua Thổ Phiên là Tùng Tán Cán Bố, bất bình trước việc Thái Tông không chịu gả công chúa cho mình và tức giận vì cho rằng Khả hãn Thổ Cốc Hồn đã ngăn trở việc này, đem 20 vạn quân đánh Thổ Cốc Hồn và vây hãm một số châu huyện Nhà Đường. Thái Tông sai Hầu Quân Tập đem 5 vạn đại quân đến cứu.
Hầu Quân Tập ra quân mau lẹ, đánh thẳng vào quân Thổ Phiên, suýt bắt sống vua Thổ Phiên còn quân Thổ Phiên thua chạy tán loạn. Tùng Tán Cán Bố buộc phải lui quân, lập ra hòa ước với Nhà Đường nhưng vẫn muốn cưới công chúa. Đường Thái Tông đồng ý, đem Văn Thành công chúa gả cho vua Thổ Phiên.

#### Với Tân La và Bách Tế
Năm 627, vua Bách Tế Vũ vương của Bách Tế đã huy động một lực lượng quân đội lớn để tấn công Tân La (đời vua Tân La Chân Bình vương) nhưng không thành công do sự can thiệp ngoại giao của nhà Đường (đời vua Đường Thái Tông). Sau việc này, vua Bách Tế Vũ vương của Bách Tế cũng giữ quan hệ chặt chẽ với nhà Đường, nhưng nhà Đường của Thái Tông lại liên minh với Tân La trong các cuộc chiến tranh.
Theo hai cuốn sách sử nổi tiếng của bán đảo Triều Tiên là Samguk Sagi (Hán tự: 三國史記 – Tam Quốc sử ký) và Samguk Yusa (Hán tự: 三國遺事 - Tam Quốc di sự) có ghi lại, Thái Tông từng sai sứ giả mang sang Tân La (đời vua Tân La Chân Bình vương) một cái hộp hạt giống hoa mẫu đơn kèm theo kèm theo một bức tranh vẽ đóa hoa mẫu đơn đã thành hình. Nhìn thấy bức tranh, Đức Mạn công chúa (con gái thứ 2 của vua Tân La Chân Bình vương) đã cho rằng một bông hoa dù có đẹp đến mấy cũng thật tệ khi nó chẳng có mùi hương. Sau đó bà ta nói rằng: "Nếu là con vẽ, sẽ có thêm vô số ong bướm lượn quanh bông hoa này!". Tầm nhìn của Đức Mạn công chúa về sự thiếu hụt mùi hương của bông hoa mẫu đơn đã tỏ ra chính xác, một bằng chứng trong vô số bằng chứng về sự thông minh, thậm chí là khả năng lãnh đạo của bà ta.
Năm 632 vua Tân La là Tân La Chân Bình vương mất, con gái thứ 2 của ông ta là Đức Mạn công chúa lên kế vị ngôi vua Tân La tức là Tân La Thiện Đức nữ vương - vị nữ hoàng đầu tiên của Đông Á. Khi Tân La Thiện Đức nữ vương làm Nữ vương của Tân La thì Thái Tông của nhà Đường từng gửi thư cho bà ta với thái độ cợt nhả rằng bà ta là phụ nữ thì không nên làm vua. Ông không thể biết được rằng sau này một tài nhân của mình là Võ Chiếu lại soán ngôi nhà Đường của ông và lập ra nhà Võ Chu (690 - 705) trong một thời gian.
Trong giai đoạn này, vương quốc Cao Câu Ly (đời vua Cao Câu Ly Vinh Lưu Vương) ở phía bắc, dưới quyền kiểm soát của tướng Uyên Cái Tô Văn (Yeon Gaesomun), có thái độ hung hăng chống Tân La (đời vua Tân La Thiện Đức Nữ Vương) và nhà Đường (đời vua Đường Thái Tông). Tân La phản ứng bằng cách liên minh chặt chẽ với nhà Đường, đe dọa Bách Tế (đời vua Bách Tế Vũ vương) đứng giữa.

#### Với Cao Câu Ly

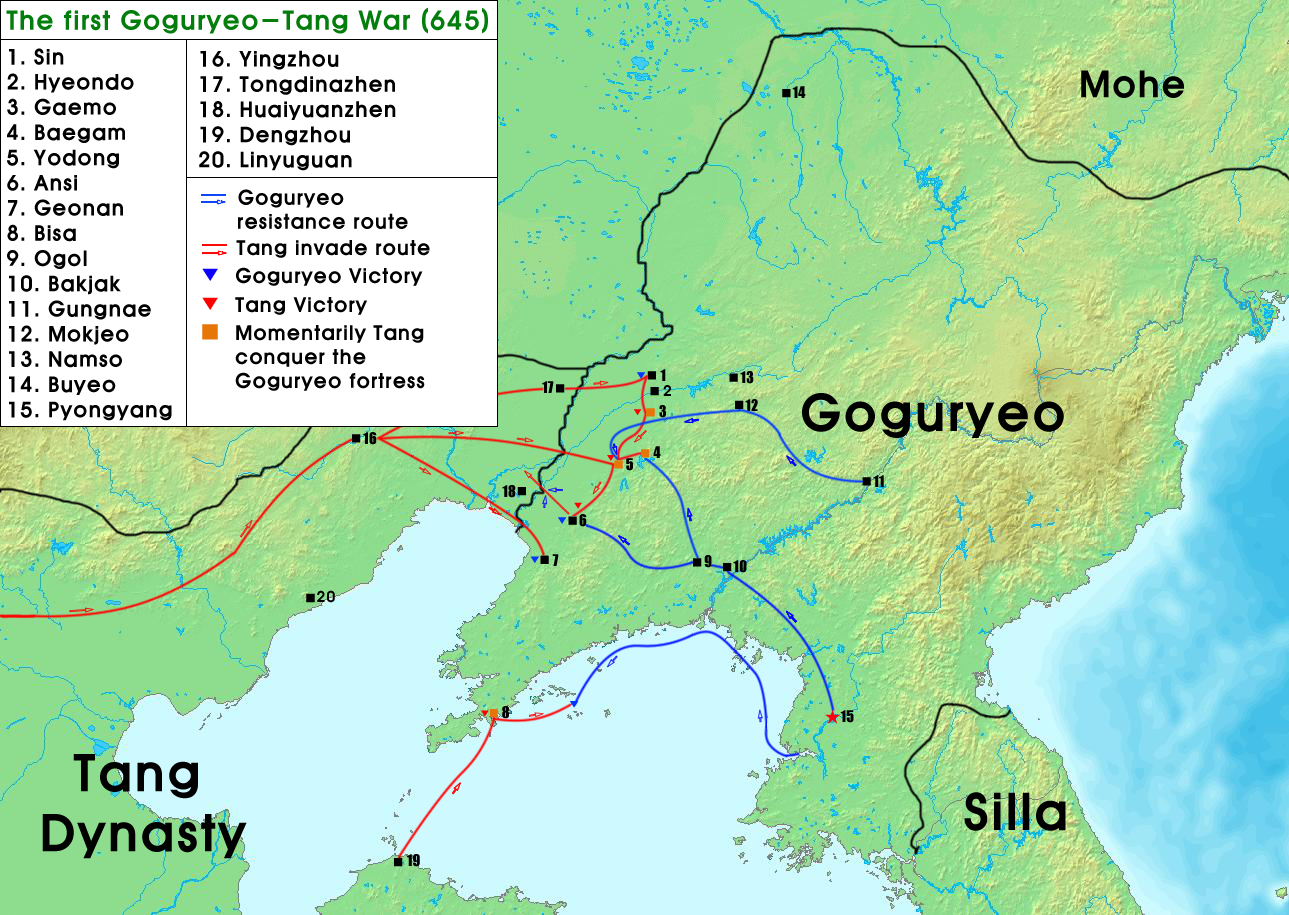
Nhà Tuỳ từng tấn công Cao Câu Ly vào 598, 612, 613 & 614 nhưng đều thất bại. Bản đồ trên mô tả các mũi tấn công của quân Đường năm 645. Nhà Đường còn thực hiện các cuộc viễn chinh khác vào năm 661, 667 & 668 trước khi bình định hoàn toàn bán đảo Triều Tiên.

Thời nhà Tùy, Tùy Văn Đế và Tùy Dạng Đế đã đem tới 130 vạn quân, chia làm 4 đợt tấn công Cao Câu Ly (đời vua Cao Câu Ly Anh Dương Vương) các năm 598, 612, 613 và 614 nhưng đều bị đại bại. 
Năm 631, Thái Tông đã cử một đội quân đến phá hủy một tượng đài chiến thắng của Cao Câu Ly (đời vua Cao Câu Ly Vinh Lưu Vương) trước quân Tùy. Đáp lại, Cao Câu Ly cho xây Thiên Lý Trường Thành (Cheolli Jangseong), một bức tường phòng thủ dọc theo biên giới phía tây, kế hoạch 16 năm này bắt đầu vào năm 631 dưới sự giám sát của Uyên Cái Tô Văn (Yeon Gaesomun).
Cuối thời Đường Thái Tông, nước Cao Câu Ly có loạn: một vị đại thần là Uyên Cái Tô Văn giết vua Cao Câu Ly Vinh Lưu vương (618-642) vào năm 642 rồi lập Cao Câu Ly Bảo Tạng vương (642-668) lên ngôi, và đem quân đánh một nước nhỏ là Tân La, khiến nữ hoàng Tân La là Thiện Đức (632 - 647) phải cầu cứu Nhà Đường.
Năm 645, Thái Tông thân chinh đem 20 vạn quân từ Lạc Dương đi đánh Cao Câu Ly. A Sử Na Tư Ma cũng dẫn quân Đột Quyết đi theo quân Đường cùng đánh Cao Câu Ly. Nữ hoàng Thiện Đức của Tân La cũng cung ứng quân lương, quân đội Tân La và vũ khí cho quân Đường xâm lược Cao Câu Ly. Thái Tông dùng cả hải quân và lục quân; một đạo vượt biển vào gần vàm sông Áp Lục, một đạo vòng vòng lên phía bắc theo đường bộ, đánh Liêu Dương. Quân Đường đầu tiên chiếm được Liêu Đông thành gần đó. Sau đó vào tháng 6, quân Đường do Tang Jun chỉ huy tấn công Bạch Nham thành (Baegam, nay là Yên Châu làng của Liêu Dương, Liêu Ninh, Trung Quốc) và sau những trận giao tranh ác liệt cùng một số hành động anh hùng đáng chú ý của Thái Tông và các tướng lĩnh, quân Đường đã giành chiến thắng. Người Mạt Hạt và quân Cao Câu Ly không chống đỡ nổi quân Đường, liên tiếp thất bại. Quân Đường thắng được nhiều trận lớn, rồi vây thành Ansi (An Thị) ở bán đảo Liêu Đông. Tuy nhiên, tướng trấn thủ An Thị là một người tài giỏi, và quân dân Cao Câu Ly trong thành càng thêm quyết tâm khi tướng Đường là Lý Thế Tích tuyên bố sẽ giết hết cư dân Cao Câu Ly trong thành sau khi chiếm được. Sau 88 ngày, 5.000 quân Cao Câu Ly vẫn kiên trì phòng thủ, quân Đường không hạ nổi thành, phải rút lui về. Theo các pho chính sử, danh tính vị mãnh tướng Cao Câu Ly trấn giữ nơi đây đã hoàn toàn bị thất lạc. Tuy nhiên, ít nhất có hai tài liệu Triều Tiên gọi tên "Yang Man Chun" (Dương Vạn Xuân) là thành chủ Ansi, đó là cuốn "Đồng xuân đường tiên sinh biệt tập" của Song Jun Gil, biên soạn năm 1768; và "Nhiệt hà nhật ký" của Park Ji Won. Thời gian trôi qua, cái tên thành chủ Yang Man Chun dần được dân gian chấp nhận rồi lưu truyền rộng rãi.
Thái Tông sau khi chứng kiến thành trì kiên cố và quân Cao Câu Ly dũng cảm liều chết, đã than rằng: "Ngụy Trưng' mà còn sống thì hẳn đã cản trẫm thân chinh lần này". Không thể chiếm được An Thị, cùng nguồn cung lương thực hạn chế, Uyên Cái Tô Văn dẫn đại quân Cao Câu Ly từ Bình Nhưỡng đánh tới, Đường Thái Tông đã hạ lệnh toàn quân Đường triệt thoái về nước, Lý Thế Tích, Tiết Nhân Quý và Lý Đạo Tông bảo vệ phía sau cho Đường Thái Tông an toàn lui quân. Khi về nước, nhà vua sai người dựng lại bia mộ cho Ngụy Trưng, lại cho người chu cấp cho vợ con Ngụy Trưng. Bản thân nhà vua mắc phải căn bệnh lạ, một căn bệnh mà nhà vua không bao giờ chữa khỏi.
Cuộc chiến này không đạt mục đích trừng trị loạn thần tiếm ngôi mặc dù chiếm được Liêu Dương và nhiều thành khác, bắt 7 vạn người Cao Câu Ly làm nô lệ. Theo lệ, 7 vạn nô lệ đó sẽ được chia cho tướng sĩ, nhưng nhà vua không nỡ, thấy họ khóc lóc thảm thiết vì cha con vợ chồng phải chia ly, nên bỏ tiền ra chuộc họ và cho họ định cư ở Trung Quốc, kiếm việc làm ăn. Thái Tông sau đó đã cho nối lại quan hệ với Cao Câu Ly.
Năm 647, Thái Tông lại cắt đứt quan hệ với Cao Câu Ly và chuẩn bị thêm 1 cuộc viễn chinh nữa. Lần này Thái Tông nghe lời khuyên của một số đại thần, phát động các chiến dịch quấy rối trước nhắm vào vùng biên giới phía bắc Cao Câu Ly nhằm suy yếu dần Cao Câu Ly. Những người thực hiện các chiến dịch này là Ngưu Tiến Đạt và Lý Thế Tích, và các cuộc tấn công này còn tái diễn. Năm 647 Thái Tông lệnh cho Ngưu Tiến Đạt dẫn quân Đường từ Dengzhou ở Sơn Đông nhà Đường vượt biển đánh thành Shi của Cao Câu Ly. Thành Shi bị hạ, Ngưu Tiến Đạt đánh tiếp thành Yuli ở tây nam thành Shi nhưng thất bại. Ngưu Tiến Đạt phải rút quân theo đường biển về Sơn Đông nhà Đường. Cùng năm 647, mạng lưới Thiên Lý Trường Thành của Cao Câu Ly được hoàn thành ở bán đảo Liêu Đông.
Năm 648, Thái Tông lệnh cho Quách Đãi Phong dẫn quân Đường từ Dengzhou ở Sơn Đông vượt biển đánh thành Bakjak của Cao Câu Ly và Xue Wanche dẫn quân Đường từ Dengzhou ở Sơn Đông vượt biển đánh thành Cholsan của Cao Câu Ly. Xue Wanche hạ thành Cholsan thì dẫn quân Đường theo hướng tây bắc đến hợp quân với cánh quân của Quách Đãi Phong cùng đánh thành Bakjak. Cuối cùng hai cánh quân Đường của Quách Đãi Phong và Xue Wanche không hạ nổi thành Bakjak nên rút lui theo đường biển về Sơn Đông nhà Đường. Tất cả những điều này nhằm chuẩn bị cho cuộc viễn chinh với 30 vạn đại quân với Thái Tông muốn thân chinh lần 2 vào năm 649, nhưng Thái Tông mất cùng năm làm chiến dịch phải hoãn lại và chuyển sang đời Cao Tông.

#### Với Tiết Diên Đà
Sau chiến dịch Cao Câu Ly, Khả hãn Tiết Diên Đà Bạc Chước phát động tấn công một số châu huyện Nhà Đường nhưng quân Đường chống trả quyết liệt nên vẫn bất phân thắng bại. Năm 646, Thái Tông sai tướng đi đánh bại được Khả hãn Tiết Diên Đà là Bạc Chước (645 - 646), buộc ông ta phải bỏ chạy. Chư hầu Tiết Diên Đà là Hồi Cốt cũng nổi dậy chống lại Tiết DIên Đà. Nắm lấy cơ hội này, Thái Tông phát động tổng tấn công đánh Tiết Diên Đà, cho Lý Đạo Tông làm đại tướng. Bị tấn công từ nhiều phía, Khả hãn Tiết Diên Đà bị quân Hồi Cốt giết chết, những người còn sót lại chạy đến chỗ người em họ của Khả hãn Tiết Diên Đà và tôn ông ta lên làm Khả Hãn nhưng thể hiện mong muốn thần phục Nhà Đường.
Thái Tông sai Lý Thế Tích đến chỗ Khả hãn Tiết Diên Đà mới là Đốt Ma Chi, với lệnh hoặc chấp nhận thần phục hoặc tiêu diệt ông ta. Khả hãn Tiết Diên Đà chịu hàng và bị đưa về Trường An, Tiết Diên Đà bị tiêu diệt. Các bộ tộc chung quanh cùng tôn vua Đường làm Thiên Khả hãn và cùng gửi sứ đến thể hiện thần phục Nhà Đường. Nhà Đường trên danh nghĩa thiết lập 7 đồn đóng quân và 6 huyện trên lãnh thổ Tiết Diên Đà. Hồi Cốt Khả hãn ngoài mặt thần phục Nhà Đường nhưng luôn muốn đánh chiếm vùng đất này. Tuy nhiên ông ta bị ám sát năm 648, và người Hồi Cốt không có âm mưu có tổ chức nào vào vùng đất này cho đến khoảng 1 thế kỷ sau.

#### Với Khiết Đan và Khố Mạc Hề
Năm 648, Thái Tông đặt ra Tùng Mạc đô đốc phủ ở vùng đất của người Khiết Đan cư trú. Khả hãn Khiết Đan là Lý Quật Ca (窟哥) nhậm chức đô đốc đồng thời được Thái Tông ban cho họ Lý, gọi là Lý Quật Ca (李窟哥). Thủ lĩnh bộ tộc Khố Mạc Hề (Kumo Xi) phía tây nam tộc Khiết Đan cũng được Thái Tông ban cho họ Lý.

## Nghi vấn sửa sử
Theo Tư trị thông giám cuốn 196 và 197, Đường Thái Tông đã nhiều lần yêu cầu xem và sửa quốc sử. Do vậy các nhà nghiên cứu lịch sử hiện đại có ý đặt ra nghi vấn về sự trung thực của các tài liệu sử học viết về Đường Thái Tông nói riêng và viết về thời kỳ này nói chung, đặc biệt là đoạn sử viết về Lý Kiến Thành, sự biến Huyền Vũ môn và cuộc xâm lược Cao Câu Ly.

## Cuối đời

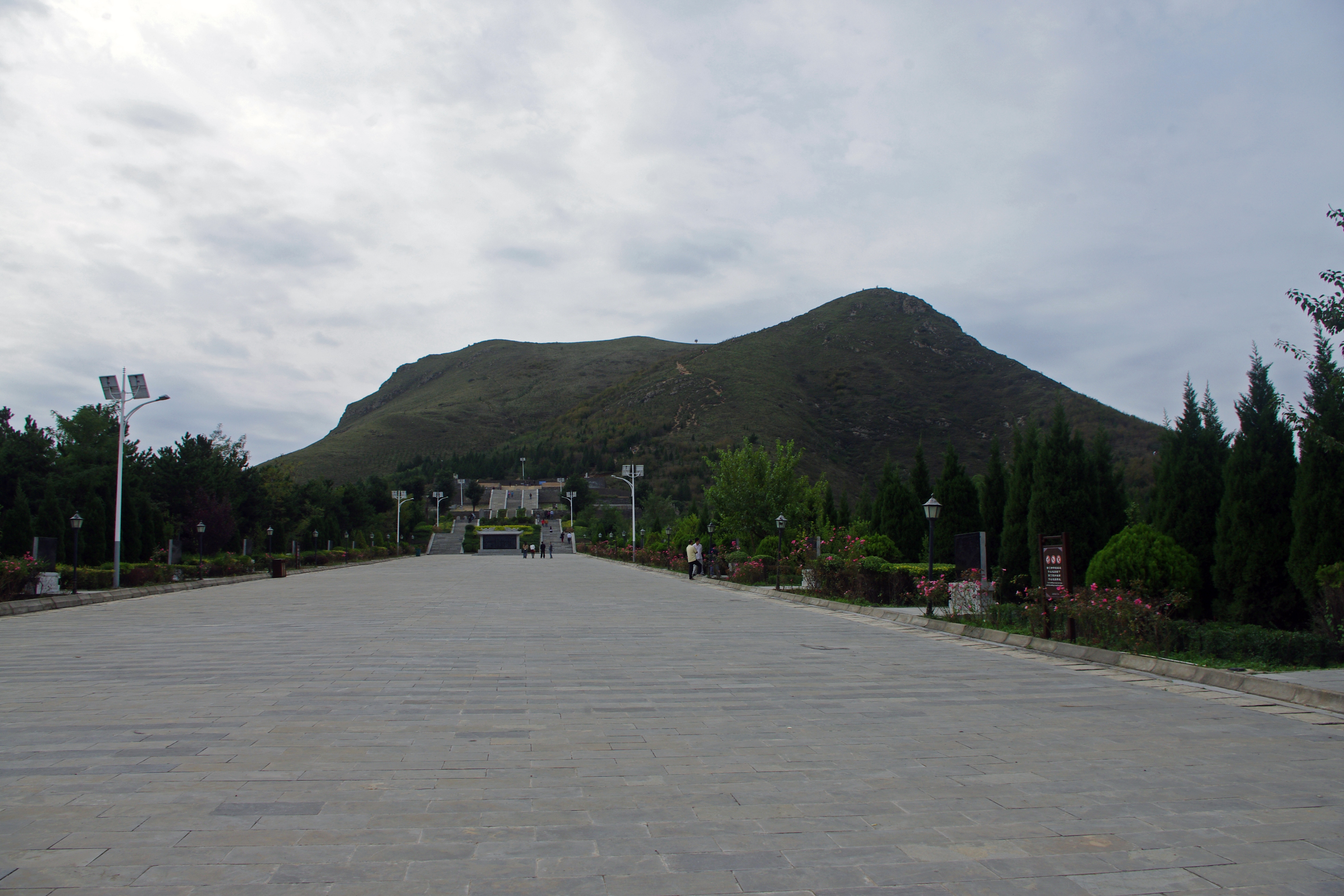
Chiêu lăng của Đường Thái Tông

Gần cuối đời, Thái Tông phải thấy cảnh chính con trai là Thái tử Lý Thừa Càn làm phản, muốn giết ông để cướp ngôi. Lý Thừa Càn vốn không chịu học hành, chỉ thích sống lêu lổng, dựng lều trong vườn cấm, cùng với một bọn lưu manh cướp bóc dân chúng đem về nhậu nhẹt, hát những bài hát Hồ. Nhiều đại thần khuyên Thái tông truất ngôi Thái tử mà đưa người con khác lên, nhưng ông sợ các con sẽ dẫm vào vết xe đổ của chính mình nên không nghe theo, cứ giữ đúng tôn pháp nhà Chu, chỉ con cả của dòng vợ chính mới được nối ngôi.
Sau Lý Thừa Càn nghe lời bạn xúi giục, âm mưu giết cha để cướp ngôi để mau được sống theo ý mình. Âm mưu bị lộ, nhưng Thái Tông không nỡ giết, chỉ đày đi Tứ Xuyên, năm sau Lý Thừa Càn chết tại đó. Còn những kẻ xúi giục Thái tử đều bị hành quyết, trong đó có Hầu Quân Tập. Tề vương Lý Hữu sau đó cũng làm phản, nhưng lần này thì ông ép con phải uống thuốc độc chết. Ngụy vương Lý Thái thấy các kẻ địch tiềm năng của mình kẻ chết kẻ bị biếm, bèn uy hiếp người em cùng mẹ là Lý Trị (Đường Cao Tông sau này) không được tranh ngai vàng với mình. Thái Tông sợ Lý Thái lên ngôi sẽ hạ độc thủ với các anh em mình nên biếm Thái làm thứ dân.
Những năm cuối đời, tự dưng ông trở nên cuồng tín, mê muội vào tác dụng của đan dược với khát khao trường sinh bất tử. Khi sức khỏe suy kiệt thay vì chữa trị lại mù quáng tin vào lời các phương sĩ chế đan dược bằng kim thạch với mong muốn sẽ trường sinh bất lão.
Đầu tiên, ông uống đơn dược của các phương sĩ trong nước nhưng mãi không thấy có hiệu quả nên cho rằng trình độ của các phương sĩ trong nước kém nên cử người đi khắp nơi kiếm tìm cao nhân. Năm Trinh Quán thứ 22, đại thần Vương Huyền Sách có tiến cử một vị hòa thượng Ấn Độ tên là Na La Di Sa Bà có thể đáp ứng được giấc mơ trường sinh bất tử của Lý Thế Dân.
Vị hòa thượng này tự tâng bốc bản thân mình đã 200 tuổi, chuyên nghiên cứu các thuật trường sinh bất tử và đảm bảo rằng chỉ cần dùng đan dược của ông ta chắc chắn sẽ trường sinh bất lão, thậm chí ban ngày có thể thành tiên bay được lên thiên không. Những lời hão huyền đầy phi lý ấy không ngờ lại khiến Lý Thế Dân rất tin và sắp xếp cho ông ta ở trong một dịch quán vô cùng xa hoa. Hàng ngày được ăn sơn hào hải vị và luôn có một đám người theo sau phục dịch. Cuộc sống không khác gì đế vương. Chính thứ đan dược rởm của vị hòa thượng này đã cướp đi mạng sống của Lý Thế Dân.
Năm 649, Đường Thái Tông băng hà, hưởng thọ 51 tuổi, được truy tôn miếu hiệu là Thái Tông (太宗), thụy hiệu là Văn Hoàng đế (文皇帝), an táng tại Chiêu lăng. Về sau các vị Hoàng đế hậu duệ của ông dâng thêm thụy hiệu đầy đủ thành Văn Vũ Đại Thánh Đại Quảng Hiếu Hoàng đế (文武大聖大廣孝皇帝).
Sau này, Thái tử Lý Trị lên kế vị, tức là Đường Cao Tông.

## Đánh giá

### Về quân sự

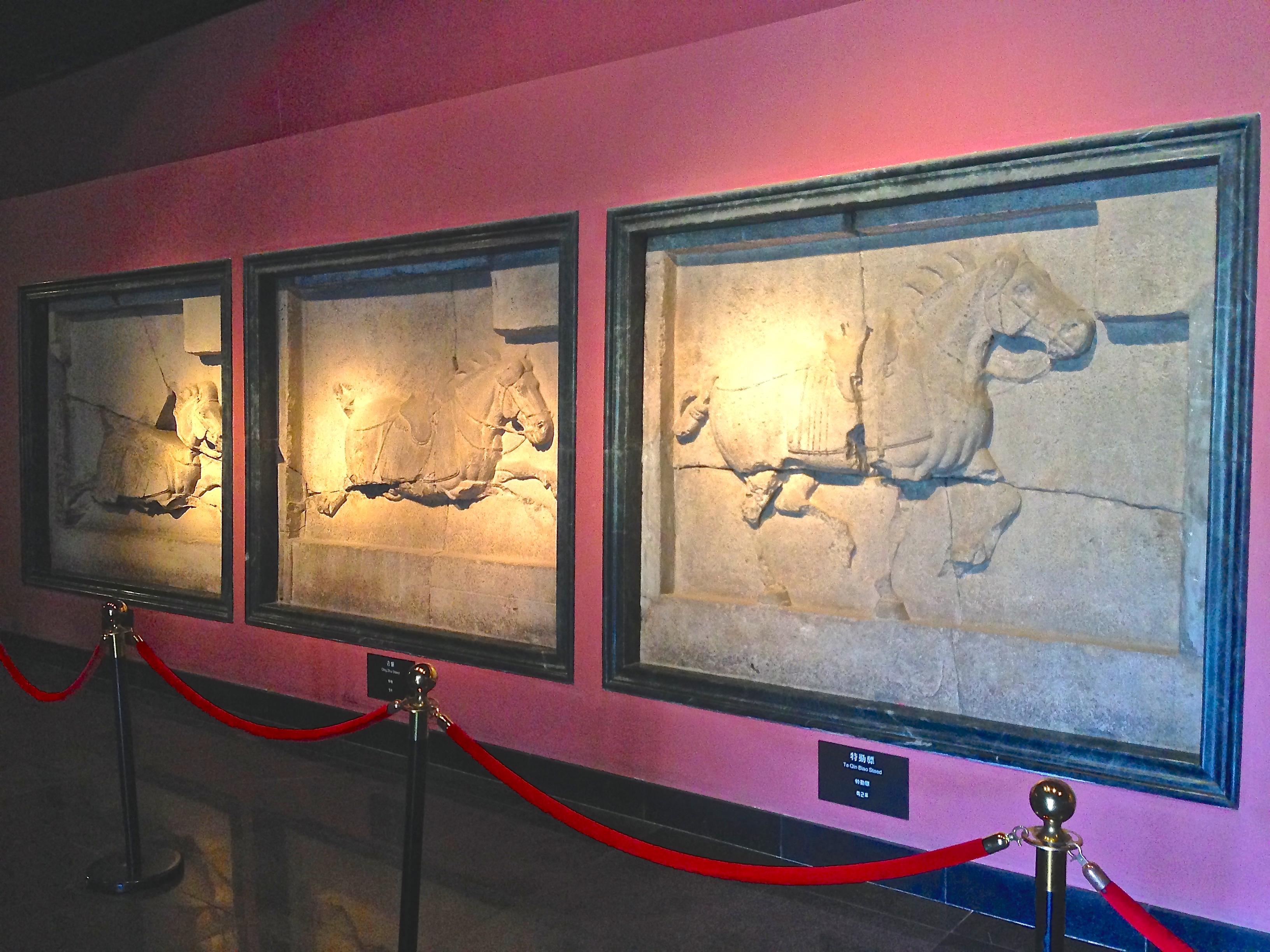
Sáu bức phù điêu chiến mã (昭陵六骏) trong Chiêu lăng của Đường Thái Tông

Về quân sự, ngay từ thời còn trẻ, Lý Thế Dân đã tỏ ra là một dũng tướng. Ông lập ra Huyền Giáp binh (đội kị binh giáp đen), cả người và ngựa được trang bị áo giáp hạng nặng màu đen, được phòng hộ tốt, lực tấn công lớn, là đội quân chủ lực trong các cuộc tấn công dã chiến. Theo “Tư trị thông giám”, Tư Mã Quang viết: “Tần vương Lý Thế Dân đã chọn ra hơn 1.000 binh lính kỵ binh, và tất cả đều mặc đồng phục áo giáp đen. Ông chia quân thành các cánh quân bên trái và cánh quân bên phải, để cho Tần Thúc Bảo, Trình Giảo Kim, và Uất Trì Kính Đức thống lĩnh đội quân. Trong mỗi trận chiến, Lý Thế Dân đều mặc áo giáp đen và thống lĩnh đội quân tiên phong để tấn công kẻ thù. Khi đội quân đã tấn công thì không một kẻ thù nào có thể ngăn cản được. Vì thế, kẻ thù rất sợ nó”. Mỗi binh sĩ trong đội kị binh giáp sắt đen đều phải rất thiện chiến, được lựa chọn từ cá nhân nổi bật tại các đơn vị. Sức mạnh tổng hợp của 1.000 kị binh giáp đen có thể chống lại được quân địch đông hơn gấp 10 lần. Lý Thế Dân đã cùng đội kị binh áo giáp đen của mình đã chiến đấu rất dũng mãnh, lập nhiều chiến tích lớn. Trong trận Hổ Lao, Lý Thế Dân đã thống lĩnh 3.000 lính kỵ binh trực tiếp tấn công đối phương, cuối cùng đánh bại Đậu Kiến Đức khi ấy có hơn 100.000 binh lính, đồng thời bắt giữ hơn 50.000 quân. 
Sau khi nhà Tùy sụp đổ, các thế lực quân phiệt cát cứ nổi lên rất nhiều, Trung Hoa chia cắt thành nhiều khu vực. Nhà Đường từ khi lập quốc tới khi tiêu diệt hết các thế lực cát cứ, thống nhất toàn Trung Hoa chỉ mất khoảng 10 năm, kết thúc chiến tranh nhanh chóng hơn các triều đại khác, một phần lớn là do công lao chinh chiến của Lý Thế Dân.
Sau khi lên ngôi, Thái Tông vẫn nhiều lần trực tiếp cầm quân đi khắp bốn phương, đánh Đột Quyết, bình định Tiết Diên Đà, đánh Cao Ly, hàng phục Thổ Phiên, dẹp Hồi Hột, khiến uy danh triều Đường vang khắp bốn phương. Vua Thái Tông được nhiều nước vùng Trung Á tôn là “Thiên Khả Hãn”, trở thành một ông vua tầm cỡ quốc tế lúc đó.

### Về chính trị
Đường Thái Tông là người thông minh tài trí, xây dựng những nền tảng vững chắc cho đất nước, chính vì vậy mà triều đại Nhà Đường được xem là thời kì hưng thịnh nhất trong lịch sử phong kiến Trung Hoa. Ông là người đã trực tiếp chứng kiến sự diệt vong của nhà Tùy, cho nên thường xuyên lấy Tuỳ Dạng Đế làm tấm gương khuyên mình. Vì thế ông chú ý trong việc cai trị, lựa chọn người hiền tài, biết nghe lời can gián. Ông từng nói: "Phép làm vua là phải bảo tồn dân trước nhất, nếu hại dân để nuôi mình thì giống như cắt thịt đùi mình lèn bụng, bụng tuy no đầy nhưng người sẽ chết"
Thái Tông khéo dùng người, tùy theo sở trường của từng người mà giao trọng trách, tuyển chọn người hiền tài phục vụ việc nước như Phòng Huyền Linh, Đỗ Như Hối, Ngụy Trưng, Lý Tịnh, Lý Tích, Tần Quỳnh, Úy Trì Kính Đức... Ông biết dùng người tài đức, biết nghe lời can gián chân thành, quý trọng và đối đãi hết lòng với kẻ sĩ, do đó mà nhân tài quy tụ, chính sách rõ ràng, thế lực đất nước thêm hùng mạnh. Sử sách gọi giai đoạn này là "Trinh Quán chi trị" (Thời thịnh trị vào niên đại Trinh Quán).
Thái Tông muốn tìm hiểu nguyên nhân thành bại của bậc đế vương đời trước, nên đã đặc biệt mời Ngụy Trưng, Ngu Thế Nam, Chử Lượng và Đức Ngôn giải thích, tập hợp nguyên nhân hưng suy của các triều đại từ đó học hỏi kinh nghiệm. Họ căn cứ vào chiếu lệnh của Thái Tông mà biên soạn lịch sử Trung Hoa, tham khảo Lục kinh, Tứ sử, và Tinh yếu của bách gia chư tử, gồm hơn 14.000 bộ, trong đó có 89.000 cuốn sách cổ, biên tập thành sách vào năm Trinh Quán thứ 5 (631), và đặt tên cuốn sách là: "Quần thư trị yếu". Nội dung chủ yếu là phương pháp chỉ đạo và lý luận quan trọng trong vấn đề trị quốc, tập hợp trí huệ, phương pháp chỉ đạo, hiệu quả và kinh nghiệm trị quốc của cổ nhân qua hàng ngàn năm. "Đế ái kỳ thư bác nhi yếu" có viết: “Lịch sử khiến ta học theo mà không nghi ngờ việc mà cổ nhân đã làm, công lao quả là quá lớn!”
Về kinh tế, Thái Tông đặc biệt chú trọng đến sản xuất nông nghiệp, thực hành chế độ quân điền và chế độ tô thuế, “hạn chế xa xỉ, giảm lãng phí, giảm lao dịch, tô thuế” khiến cho nhân dân được an cư lạc nghiệp. Về mặt văn hoá, ông ra sức khuyến khích học thuật, tổ chức cho các văn sĩ viết kinh sách và viết sử; ở Trường An lập Quốc tử giám, con em các nước chư hầu đến học tập. 
Trinh Quán chính yếu - Chính thể đệ nhị của Ngô Hách chép về sự thịnh trị những năm Thái Tông cai trị như sau:
Quan lại thanh liêm trong triều đã tự nhiên ước chế vương công, hậu duệ quý tộc, hoàng thân quốc thích, đại tộc phú hào, đều biết ơn và phục tùng theo uy nghiêm của bậc quân chủ, không dám coi thường vương pháp quấy nhiễu dân chúng. Khách thương gia có thể yên tâm ngủ ngoài trời vùng đồng nội; kẻ trộm và cường đạo không thấy xuất hiện, nhà ngục thường để trống, trâu ngựa đâu đâu cũng có, cửa nhà không cần khóa. Mấy năm liên tục, ngũ cốc được mùa, một đấu gạo giá chỉ 3 đến 4 đồng. Khách lữ hành từ kinh thành đi tới vùng ngoại ô Ngũ Lĩnh, đi qua Sơn Dĩ Đông tới vùng Đông Hải, không cần mang theo lương khô, trên đường đi đều được cung ứng. Tiến vào thôn Lạc của Sơn Dĩ Đông, những gì mà lữ khách trải nghiệm đều là lễ gặp mặt, khi rời đi còn được tặng quà. Đây quả là cảnh tượng khó tin từ xưa tới nay
Bộ sử Cựu Đường thư đánh giá rằng: “Sử thần nói: Thần thấy Văn Hoàng đế phát tích rất nhiều điều kỳ lạ, thông minh Thần vũ. Sử dụng người, vật vô tư, không bè đảng, người có chí đều được sử dụng hết tài năng… Nghe lời can gián quyết đoán chẳng nghi hoặc, theo việc thiện tự nhiên mau lẹ, ngàn năm ca ngợi, chỉ có duy nhất một người (Đường Thái Tông) mà thôi”. 
Bộ sử Tân Đường thư có khen Thái Tông là: “Quân chủ có thể tế thế an dân giống như Thái Tông đây thật khó có người thứ hai! Hạ Vũ có thiên hạ, truyền 16 đời quân vương, nhưng chỉ Thiếu Khang có công nghiệp phục hưng vương triều. Thành Thang nhà Thương có thiên hạ, truyền đến 28 đời quân vương, người hưng thịnh nhất trong đó, chỉ có ba người hiệu xưng “tam tông” (Thái Giáp, Võ Đinh, Tổ Ất). Chu Vũ Vương có được thiên hạ, truyền vị 36 đời quân vương, ngoài văn trị của Thành Vương, Khang Vương và võ công của Tuyên Vương ra, còn những quân chủ khác đều không đáng khen ngợi". 
Vua Minh Hiến Tông viết: "Từ thời Tam Đại về sau, công lao cai trị không đâu thịnh bằng Nhà Đường, mà trong 300 năm triều Đường, không đâu thịnh bằng thời Trinh Quán (Đường Thái Tông)". "Làm việc giúp đời yên dân, thành sự rực rỡ lạ thường, cơ hồ chẳng lúc nào bằng được, có lòng quý thương, sửa mình mà chính lại cái lòng tự lấy làm thẹn với đạo của Nhị Đế Tam Vương, không vị nào thành thật vậy. Nói đến những bậc phát triển cơ nghiệp, đáng chỉ có đây là đỉnh cao rồi vậy".

## Đài tưởng niệm
Sau khi đã củng cố quyền lực Nhà Đường, Thái Tông cho lấy sáu khối đá lớn khắc hình sáu con chiến mã quý của mình, được gọi là "Chiêu lăng lục tuấn". Sáu con ngựa này đã theo Thái Tông vào sinh ra tử, nhiều phen cứu mạng ông trên chiến trường nên khi chết ông cũng muốn chúng "theo bảo vệ tả hữu" mộ phần của ông. Thái Tông còn làm thơ miêu tả lại các con ngựa quý và cho khắc vào đá. Công trình thực hiện từ năm 636, đến năm 649 thì hoàn thành, được cho là "tiêu biểu cho vẻ đẹp của các tác phẩm điêu khắc đầu thời Đường, những hình ảnh vừa thực tế vừa mạnh mẽ, được tạo ra từ sự đơn giản nhưng lão luyện của các nghệ nhân điêu khắc".
Sau khi Thái Tông mất, các bức tượng được đặt ở hai phía đông tây tại cửa bắc của Chiêu Lăng. Các bức tượng còn nằm đó, mãi đến đầu thế kỷ XX mới được dời về Tây An và sau đó được bán đấu giá từ thiện cho bảo tàng Penn ở Philadelphia vào năm 1921.

## Trong tiểu thuyết và điện ảnh
Trong các bộ tiểu thuyết Thuyết Đường và Tùy Đường diễn nghĩa, Lý Thế Dân được miêu tả là chân mệnh thiên tử, dù có gặp khó khăn nguy hiểm cũng có thần linh bảo vệ, về sau thu phục hết hào kiệt trong thiên hạ mà đánh hạ được giang sơn cho Đại Đường.
Lý Thế Dân là một trong những nhân vật quan trọng trong tiểu thuyết Đại Đường Song Long truyện của Hoàng Dịch. Trong truyện ông nhận được sự giúp đỡ của hai nhân vật chính là Khấu Trọng và Từ Tử Lăng mà đánh dẹp được thiên hạ và vượt qua được người anh trai mình là Lý Kiến Thành trong Sự biến Huyền Vũ môn mà lên ngôi hoàng đế, thống nhất Trung Hoa.
Ông cũng là nhân vật phụ trong bộ truyện Tây du ký nổi tiếng.
Ngoài ra, Lý Thế Dân còn là nhân vật chính trong bộ truyện tranh Thiên tử truyền kỳ của Hoàng Ngọc Lang. Đây là bộ truyện tranh hư cấu nhiều phần nói về sự thành lập của các triều đại trong lịch sử Trung Quốc và nhân vật chính trong truyện thường là các vị vua khai quốc. Phần truyện của Lý Thế Dân là phần thứ tư tên là Đại Đường Uy Long, 3 phần truyện trước nói về Chu Vũ Vương Cơ Phát, Tần Thủy Hoàng Doanh Chính và Hán Cao Tổ Lưu Bang. Trong truyện, Lý Thế Dân tìm được Thiên Kiếm (báu vật chỉ dành cho các vị Chân mệnh Thiên tử), học được 4 chiêu trong môn thần công tuyệt thế là Như Lai Thần Chưởng. Trong Sự biến Huyền Vũ môn, Lý Thế Dân dùng võ công đánh bại được anh trai là Lý Kiến Thành (học được Thiên Yêu Đồ Thần Pháp) và em trai là Lý Nguyên Cát (học được Thiên Ma công).
Hình tượng anh vũ và triều đại Trinh Quán thịnh trị của Lý Thế Dân còn là chủ đề cho nhiều bộ phim truyền hình như: Trinh Quán trường ca (2006), Tùy Đường anh hùng (2012-2015),...

## Gia quyến
- Cha: Đường Cao Tổ Lý Uyên.
- Mẹ: Thái Mục Thần Thuận Thánh Hoàng hậu Đậu thị (太穆神順聖皇后 窦氏, 569 - 613), con gái Đậu Nghị (窦毅) và Tương Dương Công chúa (襄阳公主), cháu ngoại của Vũ Văn Thái. Đậu thị là nguyên phối chính thất của Cao Tổ, lại qua đời trước khi Cao Tổ lên ngôi nên thụy hiệu đều do đời sau truy tặng.

### Hậu phi
- Hoàng hậu:

1. Văn Đức Thuận Thánh hoàng hậu Trưởng Tôn thị (文德順聖皇后长孙氏, 601 - 636), là nguyên phối chính thất của Thái Tông, con gái Hữu Kiêu Vệ Tướng quân nhà Tùy là Trưởng Tôn Thịnh (长孙晟) và Chính thất họ Cao. Cao phu nhân vốn xuất thân Hoàng tộc Bắc Tề, là cháu nội của Thanh Hà Vương Cao Nhạc (高岳), con gái của Lạc An Vương Cao Kính Đức (高敬德). Anh trai Trưởng Tôn thị là đại thần Trưởng Tôn Vô Kỵ. Bà sinh tổng cộng 7 người con, gồm Hằng Sơn Mẫn vương Lý Thừa Càn, Bộc Cung vương Lý Thái, Cao Tông Lý Trị, Trường Lạc công chúa, Thành Dương công chúa, Tấn Dương công chúa và Tân Thành công chúa.

- Phi:

1. Quý phi Vi thị (貴妃韋氏, 597 - 665), tên thật Vi Khuê (韋珪), biểu tự Trạch (泽), người huyện Đỗ Lăng đất Kinh Triệu, là cháu gái của Bắc Chu Thái phó Vi Hiếu Khoan, con gái của Vi Viên Thành (韦圆成) và chính thất Dương phu nhân. Trong hai sách Đường thư đều không có truyện của bà, hành trạng của bà về sau chỉ được viết qua bia mộ của bà và trong mộ bia của A Sử Na Trung (阿史那忠). Theo đó, Vi thị trước từng hạ giá lấy Lý Hiếu Mân (李孝珉), con trai của Hộ bộ Thượng thư nhà Tùy là Lý Tử Hùng (李子雄), sinh một con gái. Sau khi cả nhà họ Lý bị diệt, Vi Khuê liền thành thiếp của Thái Tông. Năm Vũ Đức thứ 7 (624), Vi Khuê sinh ra con gái tên Lý Mạnh Khương. Năm thứ 9 (626), Thái Tông đăng cơ, sang năm sau, tức Trinh Quán nguyên niên (627), Thái Tông liền phong Vi Khuê làm Quý phi, Mạnh Khương được phong Lâm Xuyên công chúa, còn con gái riêng của Quý phi với Lý Hiếu Mân được phong làm Định Tương Huyện chúa, lấy thân phận Tông thất nữ hạ giá A Sử Na Trung. Năm thứ 2 (628), Vi Quý phi sinh hạ Kỷ vương Lý Thận. Khi Đường Cao Tông Lý Trị lên ngôi, Vi Quý phi do sinh hạ Kỷ vương nên được đổi gọi làm Kỷ Quốc Thái phi (紀國太妃). Năm Lân Đức thứ 2 (665), khi tùy hầu Cao Tông và Võ Tắc Thiên lên Thái Sơn phong thiện, Vi Thái phi qua đời ở huyện Hà Nam, được bồi táng ở Chiêu lăng.
2. Quý phi Dương thị (貴妃杨氏), không rõ xuất thân. Có sách nói bà là con gái của Dương Huyền Tưởng (杨玄奖) - Trưởng tử của Dương Tố, nhưng không có khảo chứng[7]. Bà chỉ được biết đến vì sinh ra Triệu vương Lý Phúc (李福) - con trai thứ 13 của Đường Thái Tông[8], thời Cao Tông được phong làm Triệu Quốc Thái phi (趙國太妃), khi qua đời thì được bồi táng tại Chiêu lăng. Cả hai sách Đường thư đều gọi bà là "Dương phi", không rõ phong hiệu khi còn sống, vì khi đó phong hiệu "Quý phi" là của Vi Khuê, không rõ phong hiệu "Quý phi" của Dương phi được xác nhận từ lúc nào, bia mộ của Triệu vương là tài liệu duy nhất đề cập danh xưng "Quý phi" của bà, có lẽ là một dạng phong tặng sau khi qua đời.
3. Đức phi Yến thị (德妃燕氏, 609 - 671), xuất thân thế tộc họ Yến tại huyện Xương Bình, Trác quận. Cháu nội của U châu Tổng quản nhà Tùy là Yến Vinh (燕荣), con gái Yến Bảo Thọ (燕宝寿) và Dương phu nhân. Bà có người anh trai là Thứ sử của Ngạc Châu và Vận Châu, tước Xương Bình Quận công Yến Kính Tự (燕敬嗣). Dương phu nhân xuất thân Hoàng tộc nhà Tùy, là con gái thứ 3 của Dương Hùng (杨雄). Khi Yến thị được khoảng 13 tuổi, nức tiếng hiền đức, nên khoảng năm Vũ Đức thứ 4 (621) được nạp cho Lý Thế Dân làm thiếp, khi đó ông còn là Tần vương. Năm Trinh Quán nguyên niên (627), Yến thị được phong "Hiền phi", cùng năm sinh Hoàng bát tử Việt vương Lý Trinh. Không lâu sau, bà sinh ra Hoàng thập nhất tử Lý Hiêu (李囂) nhưng Hoàng tử chết non vào năm Trinh Quán thứ 6 (632), nên truy phong Giang Thương vương. Năm Trinh Quán thứ 18 (644), Yến thị lại được tấn phong "Đức phi". Lúc ấy, Yến thị có quan hệ họ hàng với 3 phi tần khác của Đường Thái Tông là Sào Vương phi Dương thị, Dương Tiệp dư và Tài nhân Võ Mị. Ngoại tổ phụ Dương Đạt của Võ Mị là em trai của Quan vương. Thời Đường Cao Tông, Yến Đức phi được tôn làm Việt Quốc Thái phi (越國太妃), cùng con là Việt vương Trinh dời đến sống ở phong quốc. Năm Càn Phong nguyên niên (666), Yến phi hầu Cao Tông và Võ hậu lên Thái Sơn, đảm nhận tế Chung hiến. Đến năm Hàm Hanh thứ 2 (671), Yến phi qua đời ở Trịnh Châu (nay thuộc khu vực Hà Nam, Trung Quốc), thọ 63 tuổi. Bà được phụ táng vào Chiêu lăng.
4. Hiền phi Từ thị (賢妃徐氏, 627 - 650), tên thật Từ Huệ (徐惠), người Hồ châu, xuất thân gia tộc có tiếng thi thư. Bà là con gái Từ Hiếu Đức (徐孝德), chị gái của Thứ sử Từ Tế Đam (徐齐聃), bà còn có và một em gái, về sau là Tiệp dư của Đường Cao Tông. Trong lịch sử ghi lại, Từ thị là tài nữ nổi danh đương thời, trở thành một trong những Phi tần được sủng ái bậc nhất những năm cuối đời Thái Tông, nhập cung làm Tài nhân rồi dần phong đến bậc "Sung dung" (充容). Mất ít lâu sau khi Thái Tông băng hà, được truy tặng "Hiền phi" và an táng tại Chiêu lăng. Bà là phi tần duy nhất của Đường Thái Tông có truyện riêng trong phần "Hậu phi truyện" của hai sách Đường thư.
5. Hiền phi Trịnh thị (贤妃郑氏) , không rõ thông tin. Dữ liệu duy nhất ghi về bà là 《 Đường hội yếu 》(唐会要) , không có con cái. Trong danh sách chôn cất tại Chiêu lăng , bà xếp trước Từ Hiền phi , sau Vi Quý phi , Dương Quý phi và Yến Đức phi. Có thể là「"Hiền phi Từ thị, Tài nhân Trịnh thị"」, bởi vì ngay sau Trịnh thị là Từ Huệ nhưng lại chỉ là "Tài nhân", hoàn toàn không khớp với lịch sử.
6. Phi Dương thị (妃杨氏), con gái của Tùy Dạng Đế Dương Quảng, em họ của Thái Tông,sinh ra Ngô vương Lý Khác - con trai thứ 3 của Đường Thái Tông; và Thục Điệu vương Lý Âm (李愔) - con trai thứ 6 của Đường Thái Tông. Đương thời, cả hai sách Đường thư đều không ghi rõ hành trạng của bà, sinh mẫu là ai. Năm Đại Nghiệp thứ 14 (618), Tùy Dạng Đế bị giết ở Giang Đô, và căn cứ theo năm sinh của Ngô vương Khác (năm 619, tức Vũ Đức năm thứ 2), Dương thị trở thành phi tần của Đường Thái Tông trong thời gian trước đó vài năm. Năm Vũ Đức thứ 9 (626), Đường Thái Tông đăng cơ. Căn cứ vào việc Dương thị về sau được gọi là "Phi", thì hẳn bà đã đạt được vị trí trong Tứ phi, nhưng cả hai sách Đường thư này lại không rõ danh hiệu. Khi đó "Quý phi" là Vi Khuê và "Hiền phi" là Yến thị còn đang tại vị, nên danh hiệu của bà nhiều khả năng là "Thục phi" hoặc "Đức phi", tuy nhiên điều này không có xác minh, có khả năng bà chỉ nhận đãi ngộ là hàng Phi mà không có danh xưng chính thức[chú thích 1]. Không rõ hành trạng của Dương phi sau đó thế nào. Chỉ biết về sau, bà cũng được phụ táng vào Chiêu lăng.
7. Phi Âm thị (妃陰氏), người Vũ Uy thuộc Lương Châu, sinh ra Tề vương Lý Hựu (李祐) - con trai thứ 5 của Đường Thái Tông. Bà là cháu nội của khai quốc công thần nhà Tùy là Âm Thọ (陰壽), con gái Âm Thế Sư (陰世師). Năm Đại Nghiệp thứ 13 (617), Đường Cao Tổ Lý Uyên khởi nghĩa chống nhà Tùy tại Thái Nguyên, Âm Thế Sư trung thành với nhà Tùy, để đáp trả đã sát hại Lý Trí Vân (李智云) - con trai thứ 5 của Đường Cao Tổ, phá hủy nhiều mộ phần của họ Lý. Sau này nhà họ Âm bị tru sát, chỉ còn lại Âm thị và anh trai là Âm Hoằng Trí (阴弘智). Theo như biểu hiện, Âm thị được Thái Tông nạp làm thiếp từ trước khi ông lên ngôi. Khoảng đầu năm Vũ Đức (618 hoặc 619), Âm thị đã sinh ra Lý Hựu. Sau khi Lý Thế Dân đăng cơ, bà được phong "Phi", không rõ danh hiệu, nhưng do khi đó "Quý phi" là Vi Khuê và "Hiền phi" là Yến thị còn đang tại vị, nên danh hiệu của bà nhiều khả năng là "Thục phi" hay "Đức phi", nhưng cũng không loại trừ khả năng bà cũng giống như Dương phi: chỉ có đãi ngộ hàng Phi mà không có danh xưng. Năm Trinh Quán thứ 17 (643), con trai là Tề vương Hựu mắc tội mưu phản, hùa theo cậu là Hoằng Trí gây loạn. Không lâu sau, Lý Hựu bị giải về Trường An, ban chết. Sách sử không ghi thêm hành trạng và số phận về sau của bà. Bà được táng tại Chiêu lăng, nhưng mộ được ghi Âm tần mộ (陰嬪墓), có lẽ là vì bị con trai liên lụy mà bị giáng tước[9].

- Tần:

1. Chiêu nghi Vi thị (昭仪韋氏, 607 - 656), tên thật là Ni Tử (尼子), con gái Vi Khuông Bá (韦匡伯), em họ của Quý phi Vi Khuê , hậu duệ quý tộc Bắc Chu. Vi thị được Thái Tông nạp làm thiếp từ trước khi ông lên ngôi, ban đầu sơ phong Chiêu dung (昭容) sau thăng Chiêu nghi (昭仪)[10][chú thích 2]. Có em gái là Vi Đàn Đặc (韋檀特) , sau hạ giá con trai thứ năm của Dương Chánh Bản (楊政本) xuất thân sĩ tộc Hoằng Nông Dương thị.
2. Chiêu nghi Mỗ thị (昭儀某氏, 601 - 682), không rõ danh tính, an táng tại Chiêu lăng. Hiện tại chỉ còn một bài bia mộ, chữ "Mỗ" trong Hán ngữ có nghĩa là "không rõ ràng", ý nói vị Chiêu nghi này không rõ họ gì, từ đây trở xuống khi ghi "Mỗ" thì đều cùng ý nghĩa này.
3. Hạ tần Mỗ thị (下嫔某氏), sinh ra Dự Chương công chúa[11][chú thích 3].

- Ngự thê:

1. Tiệp dư Mỗ thị (婕妤某氏), không rõ danh tính, an táng tại Chiêu lăng. Hiện tại chỉ còn một bài bia mộ[12].
2. Tiệp dư Dương thị (婕妤楊氏), con gái thứ ba của Dương Cung Đạo (楊恭道), không rõ nơi táng[13].
3. Mỹ nhân Tiêu thị (美人蕭氏), con gái Tiêu Thước (蕭鑠), không rõ nơi táng[14].
4. Tài nhân Thôi thị (才人崔氏), con gái của Thôi Hoành Đạo (崔宏道), không rõ nơi táng[15].
5. Tài nhân Tiêu thị (才人 蕭氏), con gái Tiêu Khanh (蕭鏗), không rõ nơi táng[16].
6. Tài nhân Võ Mị, con gái Võ Sĩ Hoạch. Vào cung làm Tài nhân, sau khi Thái Tông qua đời thì ra Cảm Nghiệp tự, rồi lại quay về làm Chiêu nghi của Đường Cao Tông Lý Trị.Sau khi Đường Cao Tông Lý Trị qua đời rồi chiếm quyền hành,lập ra nhà Võ Chu

- Nữ quan và Cung nhân:

1. Tam phẩm Cung nhân Chu thị (三品宮人周氏), bồi táng Chiêu lăng.
2. Tam phẩm Vong cung Kim thị (三品亡宮金氏; 625 - 688), bồi táng Chiêu lăng[17].
3. Vong cung Ngũ phẩm Mỗ thị (亡宮五品某氏; ? - 657), bồi táng Chiêu lăng.
4. Tam phẩm Vong ni Mỗ thị (三品亡尼某氏), xuất gia làm ni sư, bồi táng Chiêu lăng.
5. Thất phẩm Điển đăng (七品典燈), bồi táng Chiêu lăng.

- Nhân tình không có danh phận:

1. Sào Lạt vương phi Dương thị (巢剌王妃楊氏), vợ của Sào Lạt vương (nguyên là Tề vương) Lý Nguyên Cát. Sinh ra Tào Cung vương Lý Minh. Được Thái Tông sủng ái , toan lập làm Hoàng hậu nhưng bị quân thần ngăn cản , không rõ có được ban danh vị hay không.
2. Đao nhân Cao Huệ Thông (高惠通; 597 - 626), người Bột Hải, cháu gái của Cao Thành Tịnh (高成并), con gái của Cao Thế Đạt (高世达) thời nhà Tùy[18].
3. Đao nhân Đao Diệu Liễn (刀妙琏 , 589 - 625) , người Bột Hải , xuất thân quý tộc nhà Lương , con gái Thái thú Điêu Lăng (刁稜). Ban đầu được Tùy Dượng Đế triệu vào cung , sơ phong Tài nhân (才人) , hai năm sau tấn Tiệp dư (婕妤) , sau khi Tùy bị diệt thì sung vào phủ Lý Thế Dân , mất do bạo bệnh.
4. Dương thị (杨氏) , con gái Dương Huyền Tưởng (杨玄奖) , xuất thân quý tộc nhà Tùy. Không rõ Dương thị với Dương Quý phi có phải cùng một người hay không.
5. Vương thị (王氏), sinh Tương vương Lý Uẩn, không rõ truyện, chỉ biết sinh ra Lý Uẩn.
6. Cung nhân không rõ họ, vốn là thiếp của Lư Giang vương Lý Viện[19].

### Hoàng tử
1. Thường Sơn Quận vương → Trung Sơn Quận vương → Hoàng thái tử Lý Thừa Càn (李承乾; 619 - 645), mẹ là Văn Đức hoàng hậu. Năm 644, do mắc tội mưu phản mà bị phế làm thứ dân, sau khi mất được khôi phục lại làm Thường Sơn Mẫn Vương (恆山愍王)[20].
2. Sở vương Lý Khoan [楚王李寬; 619 - 620], mẹ không rõ, mất sớm.
3. Trường Sa Quận vương → Hán Trung Quận vương → Thục vương → Ngô vương Lý Khác (吳王李恪; 619 - 653), mẹ là Dương phi, con gái Tùy Dạng đế. Bị kết tội tạo phản, phế làm thứ dân. Về sau được tặng làm Uất Lâm Quận vương (鬱林郡王).
4. Nghi Đô Quận vương → Vệ vương → Việt vương → Ngụy vương Lý Thái [魏王李泰; 620 - 652], mẹ là Văn Đức Hoàng hậu. Sau bị giáng làm Đông Lai Quận vương (東來郡王), rồi Thuận Dương Quận vương (順陽郡王). Khi chết truy tặng làm Bộc Cung vương (濮恭王). Chính phi là Vương phi Dương thị , tên thật Dương Uyển (阎婉) , con gái đại thần Dương Lập Đức (閻立德) , có hai con trai.
5. Nghi Dương Quận vương → Sở Vương → Yên vương → Tề vương Lý Hựu [齊王李祐; ? - 643], mẹ là Âm phi, sau mắc tội bị phế làm thứ dân. Chính thất là Phế vương phi Vi thị , con gái Thái thường khanh Khai Phong phủ Vi Đĩnh (韦挺) , không con.
6. Lương Vương → Thục vương Lý Âm [蜀王李愔; ? - 667], mẹ là Dương Phi. Bị cho là cùng Ngô Vương Lý Khác mưu phản nghịch nên bị biếm làm thứ dân. Sau truy tặng làm Phù Lăng Quận vương (涪陵郡王), rồi Thục Điệu vương (蜀悼王). Có ba trai một gái.
7. Đàm vương → Tưởng vương Lý Uẩn [蔣王李惲; ? - 674], mẹ là Vương Cung nhân. Có chính thất là Vương phi Nguyên thị (元氏 , ? - 656) , kế thất Hạ Lan thị (贺兰氏) , thiếp thất Tôn thị , tên thật Tôn Pháp Trừng (孙法澄 , 640 - 729) , con gái Đồng Châu phùng dực Tôn Đồng (孙同). Có 16 con trai.
8. Hán vương → Nguyên vương → Việt Kính vương Lý Trinh [越敬王李貞; 627 - 688], mẹ là Yến Đức phi. Sau phản Võ Tắc Thiên, thua trận bị chết, bị Võ Tắc Thiên đổi họ Hủy (虺氏), đến niên hiệu Thần Long được phục hồi quan tước. Chính thất Mỗ thị (某氏 , ? - 688) , có sáu trai hai gái.
9. Tấn vương → Hoàng thái tử → Đường Cao Tông Lý Trị, mẹ là Văn Đức Hoàng hậu.
10. Thân vương → Kỷ vương Lý Thận [紀王李慎; 628 - 689], mẹ là Vi Quý phi. Vì lý do Việt vương Lý Trinh có sự, bị Võ hậu đổi họ 「Hủy」, đến niên hiệu Thần Long được phục hồi quan tước. Có chính thất là Lục thị (陆氏 , 631 - 665) , cháu gái Ích Châu Đại đô đốc Lục Lập Tố (陆立素) , có 11 con trai và ba con gái.
11. Giang Thương vương Lý Hiêu [江殤王李囂; ? - 633], mẹ là Yến Đức phi, mất sớm.
12. Đại vương Lý Giản [代王李簡; ? - 632], mẹ không rõ, chết sớm.
13. Triệu vương Lý Phúc [趙王李福; 635 - 670], mẹ là Dương Quý phi. Có chính thất là Vương phi Vũ Văn thị , tự Phổ Minh (普明 , ? - 660) , con gái Vũ Văn Sĩ Cập , không con , nhận cháu của Tương vương Lý Uẩn là Lý Tư Thuận (李思順) làm con thừa tự.
14. Tào Cung vương Lý Minh [曹恭王李明], mẹ nguyên là vợ của Lý Nguyên Cát, tức Sào Vương phi Dương thị. Có chính thất là Vương phi Nguyên thị (王妃元氏) , có năm con trai.

### Hoàng nữ
Đường Thái Tông có 21 con gái:
1. Tương Thành công chúa (襄城公主; ? - 651), lấy Tiêu Duệ (蕭銳), sau lại lấy Khương Giản (姜簡).
2. Nhữ Nam công chúa (汝南公主), chết sớm.
3. Nam Bình công chúa (南平公主; ? - 650), lấy Vương Kính Trực (王敬直), sau lại lấy Lưu Huyền Ý (劉玄意).
4. Toại An công chúa (遂安公主), lấy Đậu Quỳ (竇逵), sau lại lấy Vương Đại Lễ (王大禮).
5. Trường Lạc công chúa (長樂公主; 621 - 643), tên gọi Lý Lệ Chất (李麗質), mẹ là Văn Đức Hoàng hậu, lấy Trưởng Tôn Xung (長孫沖) - cháu trai của Văn Đức Hoàng hậu tức có quan hệ anh em họ.
6. Dự Chương công chúa (豫章公主), lấy Đường Nghĩa Đức (唐義識).
7. Ba Lăng công chúa (巴陵公主; ? - 653), lấy Sài Lệnh Vũ (柴令武), sau bị ép tự sát, truy phong làm Tỉ Cảnh công chúa (比景公主).
8. Đức Lăng công chúa (德陵公主), lấy Sử Nhân Biểu (史仁表).
9. Đông Dương công chúa (東陽公主), lấy Cao Lý Hành (高履行).
10. Lâm Xuyên công chúa (臨川公主; 624 - 682)\,biểu tự Mạnh Khương (孟姜), mẹ là Vi Quý phi, lấy Chu Đạo Vũ (周道務).
11. Thanh Hà công chúa (清河公主; 624 - 664), tên gọi Lý Kính (李敬), biểu tự Đức Hiền (德賢), lấy Trình Hoài Lượng (程懷亮).
12. Lan Lăng công chúa (蘭陵公主; ? - 658), tên gọi Lý Thục (李淑), biểu tự Lệ Trinh (麗貞), lấy Đậu Hoài Chiết (竇懷悊).
13. Tấn An công chúa (晉安公主), lấy Vi Tư An (韋思安), sau lại lấy Dương Nhân Lộ (楊仁輅).
14. An Khang công chúa (安康公主), lấy Độc Cô Mưu (獨孤謀).
15. Tân Hưng công chúa (新興公主), lấy Trưởng Tôn Hy (長孫曦).
16. Thành Dương công chúa (城陽公主), mẹ là Văn Đức Hoàng hậu, lấy Đỗ Hà (杜荷), sau lấy Tiết Quán (薛瓘). Con trai là Tiết Thiệu (薛紹) sau này lấy Thái Bình công chúa.
17. Cao Dương công chúa (高阳公主), lấy Phòng Di Ái (房遺愛), sau bị ép phải tự sát, truy phong làm Hợp Phổ công chúa (合浦公主).
18. Kim Sơn công chúa (金山公主), chết sớm.
19. Tấn Dương công chúa (晉陽公主; 633 - 644), nhũ danh Hủy Tử (兕子), biểu tự Minh Đạt (明達), mẹ là Văn Đức Hoàng hậu. Mất khi lên 12 tuổi.
20. Thường Sơn công chúa (常山公主), sự tích không rõ, mất khoảng năm Hiển Khánh.
21. Tân Thành công chúa (新城公主; 634 - 663), mẹ là Văn Đức Hoàng hậu, trước lấy Trưởng Tôn Thuyên (長孫詮), sau lại lấy Vi Chánh Củ (韋正矩).

## Tư liệu tham khảo
- Toàn Đường văn quyển chính: Thái Tông
- Cựu Đường thư: Thái Tông chư tử liệt truyện
- Tân Đường thư: Thái Tông tử liệt truyện
- Nguyễn Hiến Lê (1997) Sử Trung Quốc, Chương III: Thống nhất trở lại (580 – 906)